# محمدرضا پهلوی
محمّدرضا پهلوی (۴ آبان ۱۲۹۸ – ۵ مرداد ۱۳۵۹) از ۱۳۲۰ تا ۱۳۵۷ شاه ایران بود. او پس از پدرش رضاشاه دومین و آخرین کسی بود که در دودمان پهلوی به پادشاهی رسید و با وقوع انقلابِ ۱۳۵۷، از ایران رفت و نظام شاهنشاهی پایان یافت.
محمّدرضا شش‌ساله بود که پدرش پادشاه شد و او به ولیعهدیِ ایران رسید. او تحصیلات مقدماتی را در ایران و تحصیلات متوسطه را در سوئیس به پایان رساند و در بازگشت به ایران با درجهٔ ستوان دوم از دانشکده افسری فارغ‌التحصیل شد. با اشغال ایران در جنگ جهانی دوم و کناره‌گیری اجباری رضاشاه، محمدرضا با پیشنهاد محمدعلی فروغی به پادشاهی رسید. او با پایان اشغال ایران و خروج نیروهای خارجی از کشور، با سیاست نخست‌وزیر وقت، احمد قوام، به حکومت خودمختار در آذربایجان و کردستان خاتمه داد. مدتی پس از نجات از یک ترور نافرجام، با تشکیل مجلس سنا، بر اختیارات محمدرضاشاه افزوده شد. در دوران او، صنعت نفت تحت مالکیت بریتانیا برای مدت کوتاهی توسط محمد مصدق، نخست‌وزیر که از حمایت مجلس شورای ملی برخوردار بود، ملی شد. پس از اختلافات دولت و مجلس، مصدق دو گزینه داشت: انحلال مجلس هفدهم (که با ۷۹ نماینده به‌جای ۱۳۶ کرسی و اکثریت جبهه ملی با ۴۲ نماینده تشکیل شده بود) یا مواجهه با استیضاح. او با برگزاری رفراندومی که سابقه‌ای در مشروطه نداشت، نظر مردم در بقای دولت یا بقای مجلس را جویا شد که بر بنیاد نظر مردم، مجلس را منحل کرد. اما دولت مصدق در کودتای ۲۸ مرداد ۱۳۳۲ با کمک انگلیس و آمریکا سرنگون شد و شاه که تا پیش از این در سیاست دخالتی نداشت، از این پس بیشتر به سیاست وارد شد. متعاقباً، دولت ایران شرکت‌های نفتی خارجی را از طریق قرارداد کنسرسیوم در سال ۱۳۳۳ به صنعت کشور بازگرداند.
محمدرضاشاه پهلوی طی انقلاب سفید اقدام به اصلاحات اقتصادی، اجتماعی و سیاسی نمود. او قصد داشت با نوسازی کشور از طریق ملی‌سازی صنایع کلیدی، لغو سیستم ارباب‌رعیتی و گسترش صنایع، ایران را به یک قدرت جهانی تبدیل کند. رژیم همچنین ملی‌گرایی ایرانی را از طریق سیاست‌های مختلف از جمله رواج نمادهایی مانند کوروش بزرگ، استوانه کوروش و آرامگاه کوروش بزرگ ترویج داد. شاه سرمایه‌گذاری‌های عمده‌ای را در زیرساخت‌ها، یارانه‌ها و کمک‌های بلاعوض زمین برای جمعیت دهقانی، مشارکت در سود کارگران صنعتی، ساخت تأسیسات هسته‌ای، ملی‌سازی منابع طبیعی ایران و برنامه‌های سوادآموزی آغاز کرد که یکی از مؤثرترین برنامه‌ها در جهان تلقی می‌شدند. شاه همچنین تعرفه‌های سیاست اقتصادی و وام‌های ترجیحی را به شرکت‌های ایرانی اختصاص داد که در پی ایجاد یک اقتصاد مستقل برای کشور به‌شمار می‌رفت. تولید خودرو، لوازم خانگی و سایر کالاها در ایران به‌طور قابل ملاحظه‌ای افزایش یافت و منجر به ایجاد یک طبقه صنعتی جدید شد که در برابر تهدیدهای رقابت خارجی در امان بود.
در دهه ۱۳۵۰، پهلوی یک دولتمرد چیره‌دست تلقی شد و از قدرت رو به رشد خود برای تصویب قرارداد خرید و فروش ۱۹۷۳ استفاده کرد. این اصلاحات در دهه‌ها رشد اقتصادی پایدار به اوج خود رسید که ایران را به یکی از سریع‌ترین اقتصادها در میان کشورهای توسعه‌یافته و در حال توسعه تبدیل کرد. ایران در طول حکومت ۳۷ ساله محمدرضا پهلوی میلیاردها دلار صرف هزینه‌های صنعتی، آموزشی، بهداشتی و نظامی کرد و از نرخ رشد اقتصادی فراتر از ایالات متحده، بریتانیا و فرانسه برخوردار بود. به همین ترتیب، درآمد ملی ایران ۴۲۳ برابر شد و کشور شاهد افزایش بی‌سابقه درآمد سرانه — که در هر مقطعی از تاریخ ایران به بالاترین حد خود رسید — و سطوح بالای شهرنشینی را شاهد بود. تا سال ۱۳۵۶، با تمرکز پهلوی بر هزینه‌های دفاعی، که او آن را وسیله‌ای برای پایان دادن به مداخله قدرت‌های خارجی در کشور می‌دانست، جایگاه نظامی ایران را به عنوان پنجمین ارتش جهان قرار داد. محمدرضاشاه در دههٔ ۱۳۵۰ نظام تک‌حزبی را جایگزین چندحزبی کرد.
مسیر اتخاذ شده توسط محمدرضاشاه نقطه عطفی در تاریخ ایران محسوب می‌شود. این اصلاحات، که به انقلاب سفید معروف است، مفاهیم جدیدی از مدرنیته را معرفی کرد، الگوهای تازه اجتماعی و اقتصادی ایجاد نمود و زبانی نو در سیاست به‌کار گرفت. این تغییرات، تلاشی برای پیشبرد اصلاحات سیاسی و توسعه اجتماعی-اقتصادی بود که آمریکا آن را گامی کلیدی در مسیر مدرنیته می‌دانست و شاه نیز آن را پایه‌ای حیاتی برای تثبیت رژیم خود تلقی می‌کرد. با افزایش ناآرامی‌های سیاسی در ایران در اواخر دهه ۱۳۵۰، رهبران کنفرانس گوادلوپ به شاه پیشنهاد کردند که هر چه زودتر ایران را ترک کند. محمدرضاشاه در نهایت در ۲۶ دی ۱۳۵۷، در پی اعتراض‌های گسترش‌یافتهٔ مخالفان به رهبری روح‌الله خمینی ایران را ترک کرد. او گفته بود که ترجیح می‌دهد کشور را ترک کند تا اینکه مردم خود را بکشد. شاه ایران در تبعید در مصر که انور سادات رئیس‌جمهور مصر به او پناهندگی سیاسی داده بود، در ۶۰ سالگی بر اثر سرطان غدد لنفاوی درگذشت.
محمدرضاشاه سه بار ازدواج کرد و صاحب پنج فرزند شد. همچنین او چهار کتاب دربارهٔ سرگذشت خود و ایران نوشت. رؤیای او در مورد آنچه از آن به‌عنوان «تمدن بزرگ» یاد می‌شود، منجر به نوسازی صنعتی و نظامی سریع و همچنین اصلاحات اقتصادی و اجتماعی شد. در نظام جمهوری اسلامی ایران از او وجهه ناپسندی به نمایش گذاشته شده و با رکیک‌ترین صفات مورد ترور شخصیتی قرار گرفته است. او سال‌ها پس از مرگ در عرصهٔ سیاست کشور به‌عنوان شخصیت تاریخی و «مرجع سیاسی» حضور دارد.

## اوایل زندگی و تحصیلات

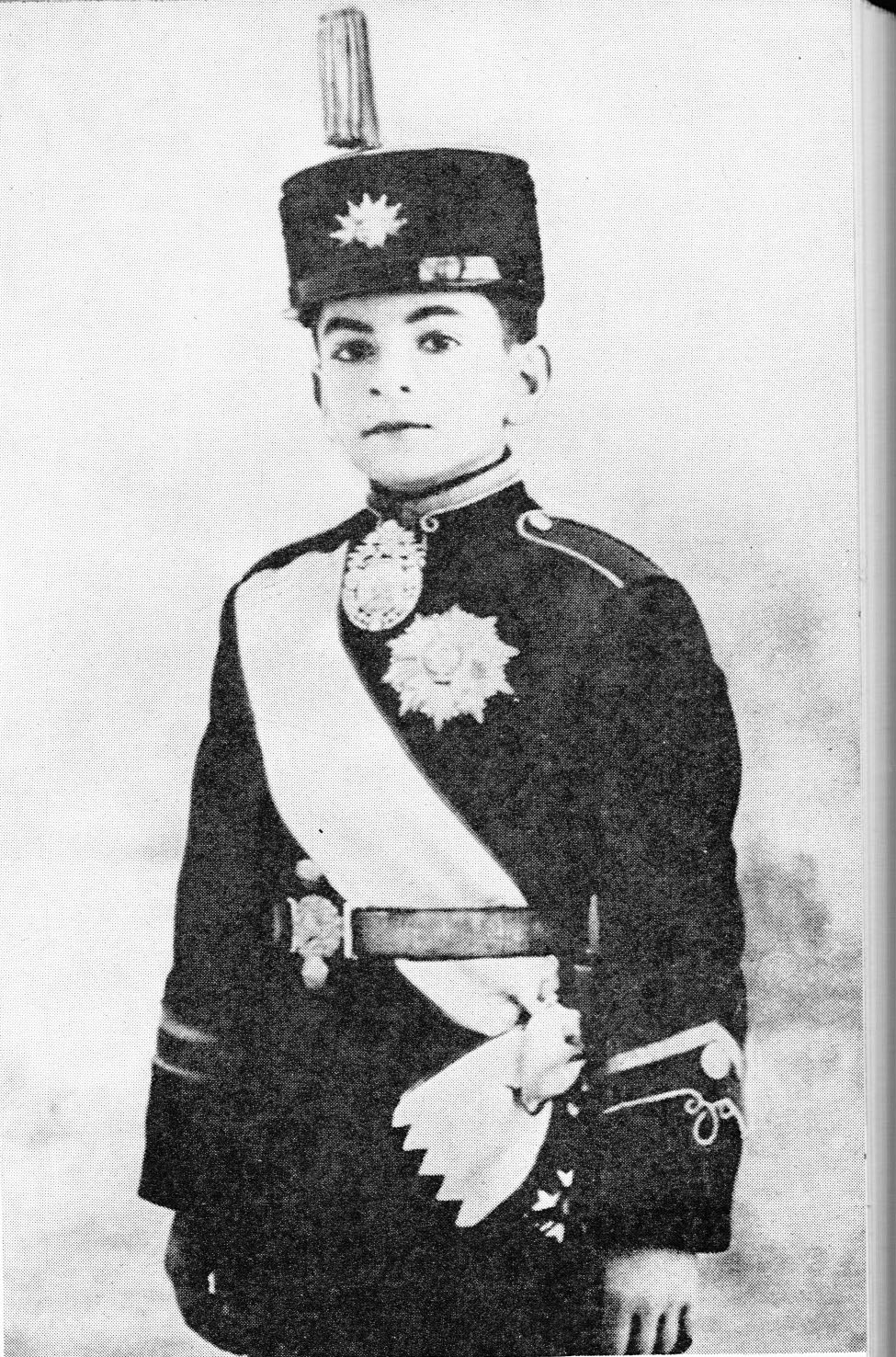
محمدرضا پهلوی در سال ۱۹۲۶

محمدرضا پهلوی در ۴ آبان ۱۲۹۸ (۱ صفر ۱۳۳۸ ه‍.ق/۲۶ اکتبر ۱۹۱۹) در خانه‌ای اجاره‌ای در محلهٔ دروازه قزوین تهران با اصالت مازندرانی زاده شد. پدر او، در آن زمان رضاخان، و مادرش تاج‌الملوک آیرملو بود. اصالت خانوادگی محمدرضا پهلوی از سوادکوه مازندران است. او در کتاب مأموریت برای وطنم خود را از خانواده‌ای «اصیل ایرانی» توصیف می‌کند و می‌گوید که جد او در یکی از جنگ‌های ایران و افغانستان از خود «شجاعت و رشادت ویژه‌ای» نشان داده بود و پدربزرگش «فرماندهی هنگی» را که در استان مازندران ساخلو داشت، عهده‌دار بود. سه ماه پس از کودتای ۳ اسفند ۱۲۹۹ و به قدرت رسیدن پدرش، خانواده او به خانه‌ای بزرگ‌تر نقل مکان کردند. در این هنگام محمدرضا دو سال داشت. او با پدر و مادر، دو خواهر و یک برادرش به نام‌های شمس، اشرف (دوقلو با محمدرضا) و علیرضا پهلوی به خانهٔ تازه خود رفتند. در این خانه او زبان فرانسوی و کلیاتی دربارهٔ فرهنگ غرب، انقلاب فرانسه، روشنفکران غربی و تاریخ غرب را نزد پرستار فرانسوی‌اش مادام ارفع آموخت.
محمدرضا پس از به پادشاهی رسیدن پدرش، در هفت سالگی به ولیعهدی رسید. از آن پس، محمدرضا به کاخی اختصاصی در مجموعهٔ قاجاری گلستان برای آغاز آموزش‌های رسمی پادشاهی منتقل شد و به همراه بیست تن از همکلاسی‌های دست‌چین‌شده به مدرسهٔ نظام رفت. رضاشاه تلاش می‌کرد تا با محمدرضا مانند سایر دانش‌آموزان کلاس رفتار شود، ولی این کار در عمل ممکن نبود؛ زیرا همه می‌دانستند که او ولیعهد است و این یک واقعیت تغییرناپذیر بود.
محمدرضا پهلوی در پانزدهم شهریور ۱۳۱۰ برای ادامه تحصیل به سوئیس اعزام شد. سوئیس به‌دقّت انتخاب شده بود. این کشور غربی و اروپایی، ولی در اروپای سیاست‌زدهٔ آن روزها، غیرسیاسی بود. خانواده‌اش او را تا انزلی بدرقه کردند. کشتی بعد از دو روز به باکو رسید و در ادامهٔ سفر، محمدرضا و همراهانش با قطار و از راه لهستان و آلمان به ژنو در سوئیس رفتند و برای مدت دو هفته در کنسولگری ایران در ژنو اقامت کردند. همراهان اصلی وی در این سفر علیرضا پهلوی، عبدالحسین تیمورتاش و پسرش مهرپور، علی‌اصغر نفیسی (پیشکار ولیعهد) و مستشارالملک (آموزگار زبان فارسی ولیعهد) بودند. با آن که قرار بود ولیعهد در شهر لوزان در دبیرستان له‌روزه تحصیل کند، ولی به علت ناهماهنگی در ثبت‌نام، به‌مدت یک سال در یک مدرسهٔ معمولی تحصیل کرد. او در سال نخست در منزل یک خانواده سوئیسی اقامت کرد. از سال بعد وی به دبیرستان له‌روزه (یکی از گران‌قیمت‌ترین مدارس جهان) منتقل شد.

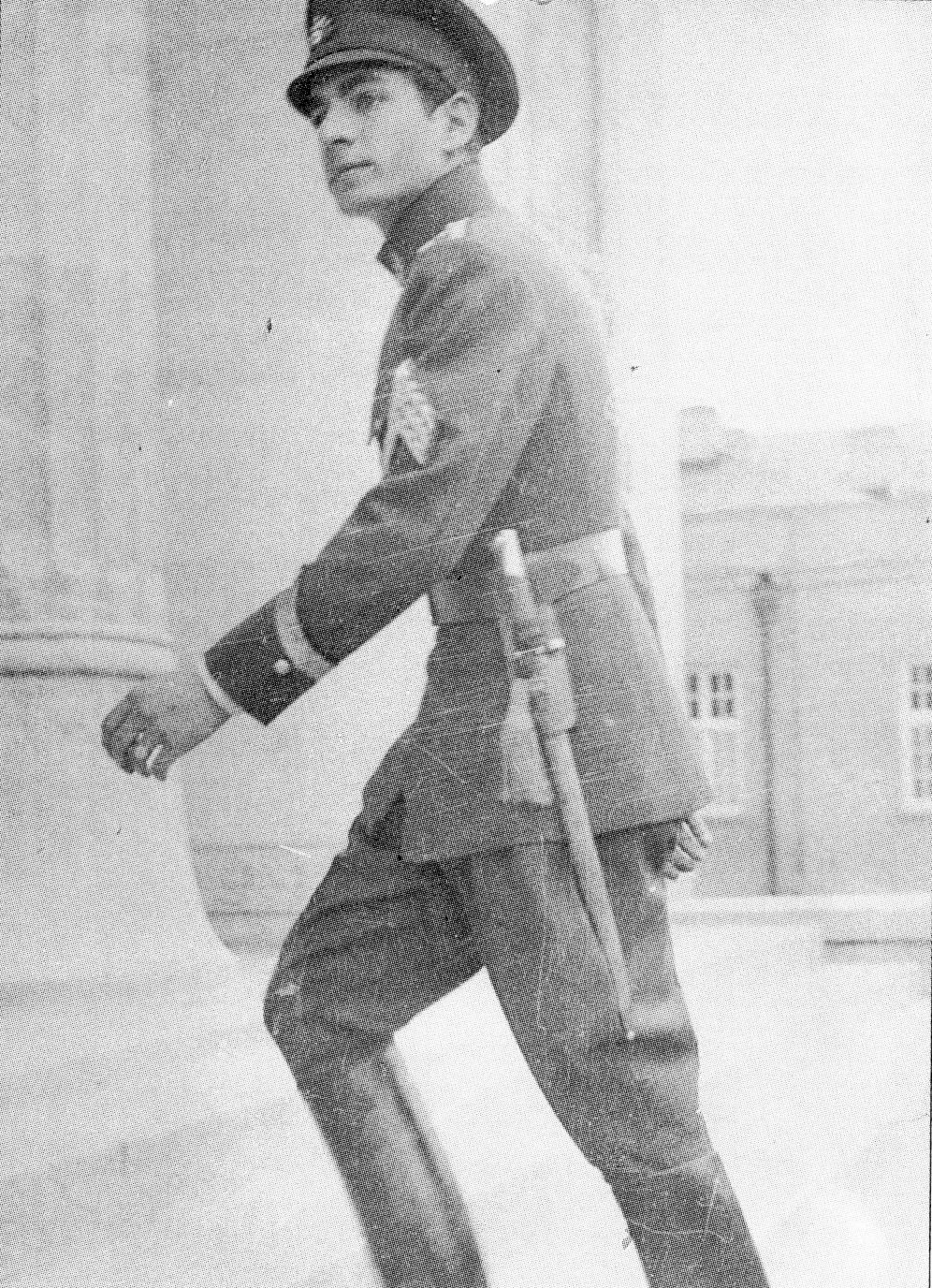
محمدرضا پهلوی درحال ورود به مدرسه نظام در سال ۱۹۳۸

دروس سخت و سنگین دبیرستان، آموزش اضافهٔ زبان و ادبیات فارسی و سخت‌گیری بیش از حد نفیسی باعث شده بود تا محمدرضا از شرایط موجود ناراضی باشد. او وظیفه داشت که هر هفته برای پدرش نامه‌ای بنویسد و گزارشی از وضع خود و برادرش علیرضا را به پدرش ارائه کند. در تهران این نامه‌ها با تشریفات خاصی به رضاشاه ارائه می‌شد. شاه خود در کتاب مأموریت برای وطنم گفته که است که پیش از بازگشت به ایران در سال ۱۹۳۶ موفق به دریافت دیپلم از مدرسهٔ له‌روزه در سوئیس شده است، اما سوابق موجود در مدرسه نشان می‌دهد که محمدرضا پیش از دریافت دیپلم، به درخواست پدرش و به دلایل سیاسی به ایران بازگشته است و تحصیلاتش را در ایران ادامه داده است. سوابق مدرسه له‌روزه، محمدرضا را دانش‌آموزی «بسیار خوب» توصیف می‌کنند.
اقامت محمدرضا در سوئیس پنج سال به طول انجامید. او در ۱۷ سالگی از سوئیس به ایران بازگشت و در دانشکدهٔ افسری مشغول به تحصیل شد. نظام آموزشی این دانشکده بر اساس روش‌های مدرسهٔ نظامی سن سیر بود. او دو سال بعد و در ۱۹ سالگی با درجهٔ ستوان دوم از این دانشکده فارغ‌التحصیل شد. در این دوره او با فتح‌الله مین‌باشیان آشنا شد و تحت تأثیر او قرار گرفت. در این دوره، نشست‌های روزانهٔ منظمی میان محمدرضا و پدرش انجام می‌گرفت. پس از فارغ‌التحصیلی، او به مقام بازرسی ارتش شاهنشاهی رسید. علاوه بر این، رضاشاه به تدریج محمدرضا را حتی در تصمیم‌گیری‌های مهم خود در امور جاری کشور دخالت داد. او در بیشتر سفرها به گوشه و کنار کشور، رضاشاه را همراهی می‌کرد. محسن صدر با ذکر خاطره‌ای نشان می‌دهد که رضاشاه، به توصیه‌های محمدرضا عمل می‌کرده است.

## سال‌های آغازین پادشاهی

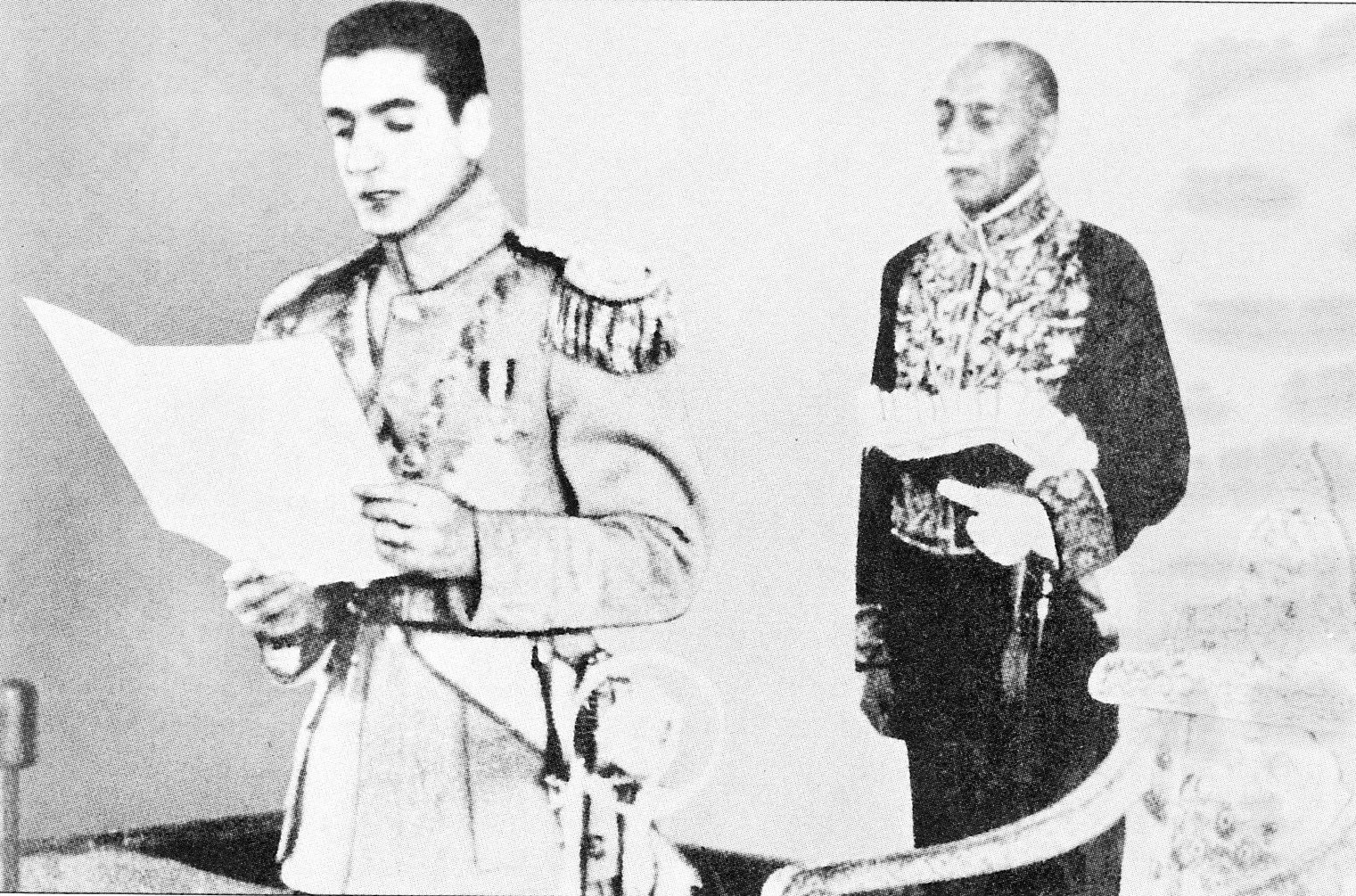
سوگند پادشاهی در مجلس شورای ملی

در شهریور ۱۳۲۰، ایران به دست نیروهای دو کشور انگلستان و شوروی (و بعدها ایالات متحده) به بهانهٔ همراهی رضاشاه با قوای آلمان مورد هجوم گسترده قرار گرفت که از تاب تحمل ارتش نوپای ایران خارج بود و رضاشاه پهلوی پیش از رسیدن قوای متفقین به تهران از پادشاهی استعفا داد و فرزندش را به عنوان جایگزین به مجلس شورای ملی معرفی کرد که مورد تصویب قرار گرفت. این اقدامات به پیشنهاد محمدعلی فروغی، نخست‌وزیر ایران برای حفظ تمامیت ارضی کشور صورت گرفت تا راه سوءاستفادهٔ متفقین را ببندد. بدین ترتیب سال‌های آغازین پادشاهی وی با اشغال ایران و پایان جنگ دوم جهانی مصادف شد.

### جنگ و پیامدهای آن
او زمانی به پادشاهی رسید که ۲۲ سال داشت. در میان اطرافیان به کسی اعتماد نداشت، ولی با آنان به شکلی دموکراتیک برخورد می‌کرد. او متوجه شد که در مسکو، مذاکراتی برای پادشاهی برادرش علیرضا پهلوی انجام شده است. پدرش پیش‌تر یک‌بار به او گفته بود که مایل است پیش از مرگش، همهٔ مشکلات را از میان بردارد تا محمدرضا به راحتی حکومت کند. برداشت او این بود که پدرش وقتی این حرف را گفته، فکر می‌کرده که او توانایی لازم برای حکومت کردن نداشته است. حتی خود او نیز مطمئن نبود که بدون پشتیبانی پدرش بتواند بر امور مسلط شود.

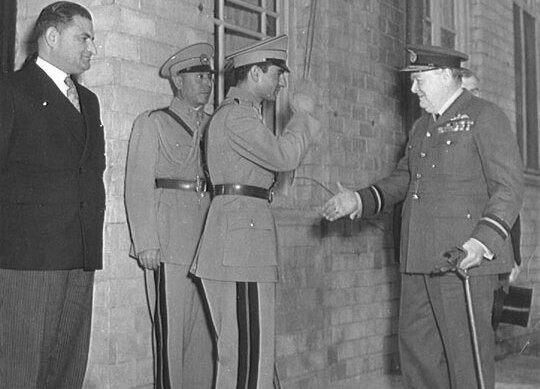
دیدار با وینستون چرچیل در خلال کنفرانس تهران در سفارت شوروی در تهران

زمانی که وینستون چرچیل، فرانکلین روزولت و ژوزف استالین برای شرکت در کنفرانس تهران به تهران رفتند، میزبانی او را نپذیرفتند و در سفارت‌های خود اقامت کردند. تنها استالین بود که به دیدار وی رفت. شاه جوان ناچار شد برای ملاقات با چرچیل و روزولت، به سفارت شوروی (که محل کنفرانس بود) برود.
قراربود متفقین حداکثر تا ۶ ماه پس از پایان جنگ جهانی دوم، نیروهای خود را از ایران خارج کنند، ولی شوروی در عمل، این قرار را زیر پا گذاشت. پیشه‌وری با حمایت شوروی در آذربایجان و قاضی محمد در کردستان علم خودمختاری برداشتند. شاه این‌بار با کمک آمریکا و سیاست احمد قوام موفق شد حمایت شوروی را از شورشیان بردارد و با کمک ارتش، آذربایجان و کردستان را تحت کنترل بگیرد. او همچنین فرصت یافت تا اقتدار ازدست‌رفته خود را بازگرداند و قدرت را در دست خود قبضه کند. روزنامه‌ها با عناوینی همچون «نخستین دستاورد بزرگ در راهی طولانی» و «خطر تجزیهٔ ایران توسط یک پهلوی برطرف شد» از او در تبریز استقبال کردند.
او همچنین با واگذاری مالکیت زمین‌های رضاشاه به سکنهٔ آن‌ها محبوبیت بیشتری در عرصه داخلی کسب کرد.

### ترور در دانشگاه تهران

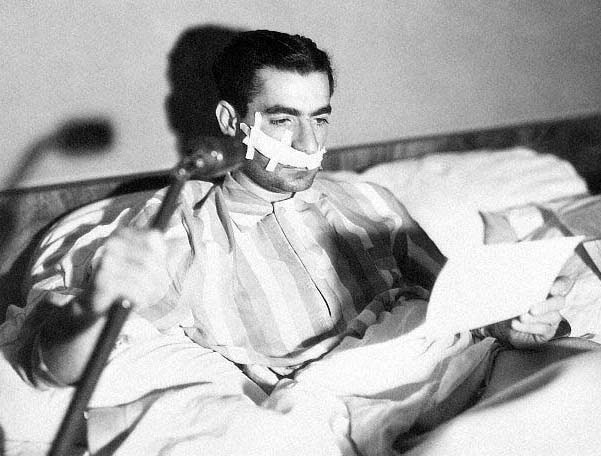
محمدرضا پهلوی پس از ترور نافرجام در سال ۱۳۲۷ خورشیدی

در دی ۱۳۲۷ شایعاتی به وزارت امور خارجه آمریکا رسید که شاه به دنبال فرصتی برای اصلاح قانون اساسی مشروطه و بالابردن قدرت خود در مقابل مجلس است. تنها یک ماه بعد در ۱۵ بهمن با ترور نافرجام شاه در دانشگاه تهران، این فرصت به دست وی افتاد. فقط یکی از گلوله‌های ضارب، ناصر فخرآرایی، به شاه برخورد کرد؛ ولی باعث آسیب جدی شاه نشد. ضارب در همان محل ترور کشته شد و انگیزه‌های او از این کار در پرده‌ای از ابهام باقی‌ماند. بعدها گفته شد که وی عضو یک گروه کمونیستی-اسلامی بوده است. شاه به شکلی غیررسمی انگشت اتهام را به سوی انگلستان نیز نشانه گرفت. این در شرایطی بود که از سوی انگلستان تحت فشار قرارداشت تا قرارداد نفتی جدیدی با آنان امضا کند.

### ملی شدن صنعت نفت

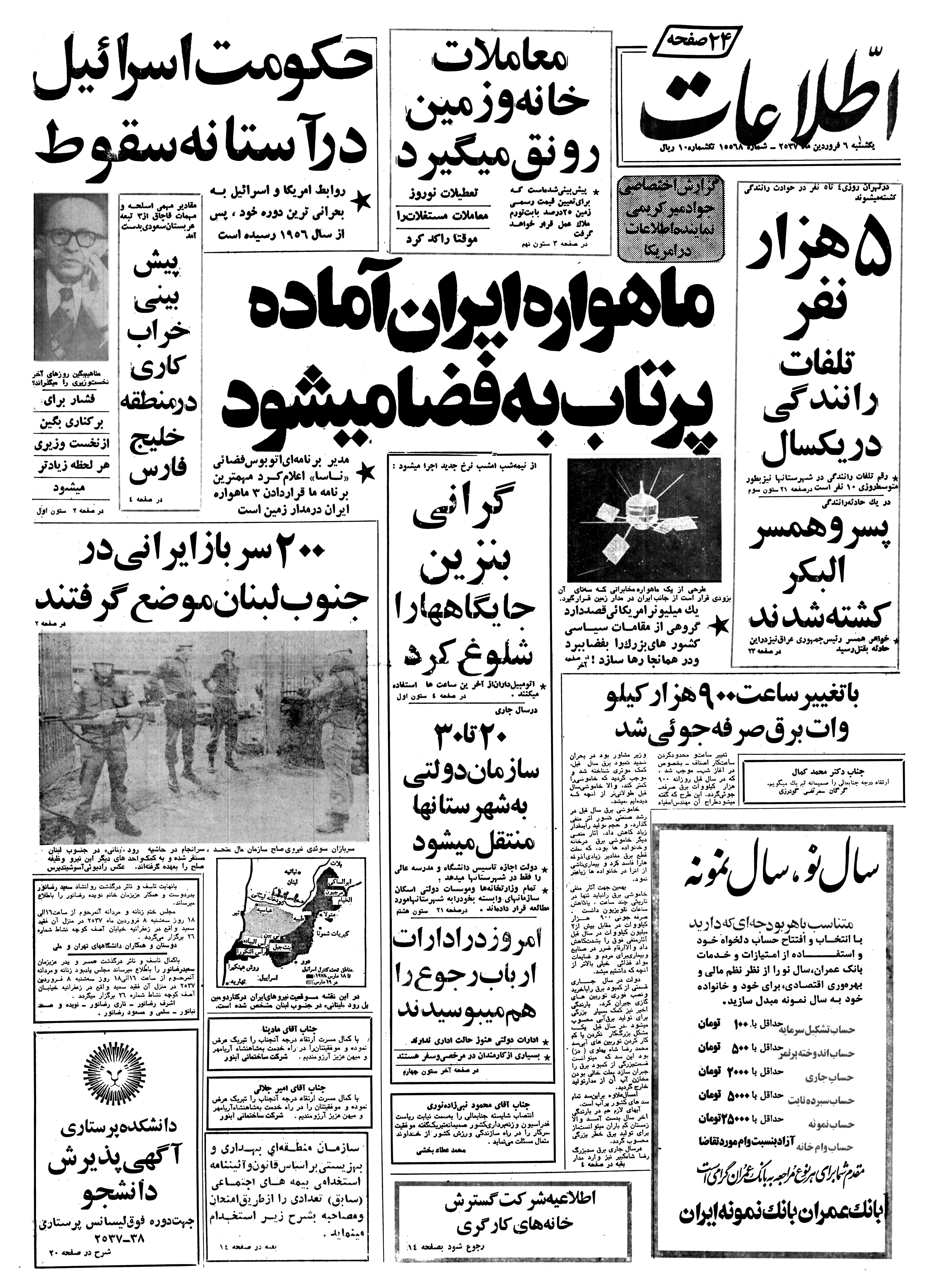
قرار بود ناسا در سال ۱۳۵۷، ۳ ماهواره مخابراتی برای ایران به فضا بفرستد.

در طول دههٔ چهل و ابتدای دههٔ پنجاه میلادی، سهم درآمد ایران از قرارداد ۱۹۳۳ بسیار کم بود. به عنوان نمونه در سال ۱۹۵۰ میلادی، (بالاترین درآمد ایران) سهم ایران به کمتر از ۱۲ درصد رسیده بود و مجموع دریافتی ایران از شرکت نفت ایران و انگلیس، تنها ۱۶ میلیون پوند بود. در همین سال دولت انگلستان از درآمدهای این شرکت تنها نزدیک به ۵۱ میلیون پوند مالیات اخذ می‌کرد. این قرارداد قرار بود در سال ۱۹۶۱ خاتمه یابد و شاه تحت فشار قرار گرفته بود تا قرارداد گس-گلشائیان را که خاتمه آن سال ۱۹۹۳ بود بپذیرد.
پیش از آغاز مبارزات ملی شدن نفت و پیش از مذاکرات گس-گلشائیان، شاه و رزم‌آرا به دنبال اجرایی شدن مدل ۵۰–۵۰ بودند. شاه نگران بود که هرگونه تلاش برای ملی کردن نفت، منجر به خراب شدن روابط میان ایران و انگلستان شود. سرانجام او به هیئت دولت گفت که قیمت تضمینی توافق شده را بپذیرند و به این ترتیب، قرارداد گس-گلشائیان به امضا رسید. لایحه مزبور ۴ روز پیش از پایان دورهٔ پانزدهم مجلس شورای ملی برای تصویب به مجلس رفت، ولی با هوشیاری فراکسیون اقلیت، دورهٔ مجلس پیش از تصویب قرارداد، خاتمه یافت.
با تشکیل مجلس شانزدهم، نه تنها قرارداد گس-گلشائیان رد شد، بلکه مادهٔ واحدهٔ قانون ملی شدن صنعت نفت در دستورکار مجلس قرار گرفت. سفارت انگلستان از طریق اسدالله علم از شاه خواست تا تمام تلاش خود را برای ممانعت از تصویب این طرح انجام دهد؛ ولی شاه در این مرحله مصمم بود تا در کار مجلس دخالت نکند. در واقع افکار عمومی چنان بود که هیچ حکومتی حاضر به مخالفت یا رد کردن این طرح نبود. حتی زمانی که آمریکایی‌ها به او هشدار دادند که ملی شدن صنعت نفت در ایران، منافع نفتی آمریکا در سایر نقاط جهان را نیز به خطر انداخته است، شاه از آمریکایی‌ها خواست که از او نخواهند که با این طرح مخالفت کند. سرانجام طرح به تصویب رسید و صنعت نفت ملی شد.
محمدرضا پهلوی در طول جنگ جهانی دوم پس از تهاجم انگلیس و شوروی که پدرش رضاشاه پهلوی را مجبور به کناره‌گیری کرد، به قدرت رسید. در زمان محمدرضاشاه پهلوی، صنعت نفت ملی شد. ایران در ادامه به یک چهرهٔ مسلط در اوپک تبدیل شد و از افزایش قیمت نفت که اقتصادهای غربی را فلج می‌کرد، حمایت می‌کرد.

### کودتای ۲۸ مرداد

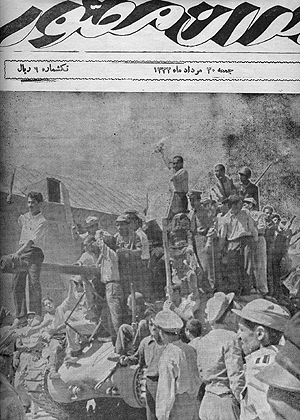
مخالفان محمد مصدق و شرکت‌کنندگان در کودتای ۲۸ مرداد، سوار بر تانک‌های «شِرمَن» ارتش شاهنشاهی.

از مهم‌ترین دلایل اختلاف بین شاه و نخست‌وزیر ایران، محمد مصدّق، تلاش مصدّق برای در کنترل گرفتن ارتش بود. در طول دوران نخست‌وزیری‌اش، مصدّق کوشید تا قدرت شاه را محدود به چارچوب مشخص‌شده در قانون اساسی مشروطه کند. او در غیر از ارتش در حوزه‌های دیگر موفق شده‌بود. در آن زمان ارتش عمدتاً وفادار به شاه باقی‌مانده‌بود. هر چند افرادی در رده‌های بالای ارتش، طرفدار مصدّق بودند. مصدّق تلاش کرد تا پست وزارت جنگ را از کنترل شاه خارج کند اما شاه نپذیرفت. مصدّق استعفا کرد؛ ولی با گسترش اعتراضات، شاه ناچار به عقب‌نشینی شد.
پس از کش و قوس‌های فراوان میان دولت و مجلس، مصدق تنها دو راه را پیش روی خود می‌دید؛ این که مجلسی را که خود او انتخابات آن را برگزار کرده (کرسی‌های مجلس به دلیل عدم انجام کامل انتخابات مجلس، به جای ۱۳۶ نماینده با ۷۹ نماینده آغاز به‌کار کرده بود) را منحل کند یا در همان مجلس (که اکثریت آن را اعضای جبهه‌ملی با ۴۲ نماینده در دست داشت) استیضاح شود. او اقدام به رفراندمی با عنوان انحلال مجلس یا کناره‌گیری دولت کرد. که اکثریت مردم به بقای دولت مصدق رای موافق دادند. این روال، پیشتر هیچگاه در مشروطه رخ نداده بود.
همه‌پرسی انحلال مجلس شورای ملی  حدوداً یک سال پس از قیام ۳۰ تیر، رخ داد. پس از مشخص شدن نتایح در ۱۷ مرداد مصدق در نامه ای از شاه درخواست کرد که او دوره هفدهم مجلس شورای ملی را منحل کرده و فرمان آغاز انتخابات دور جدید را صادر نماید. اما شاه تا ۲۸ آذر ۱۳۳۲ از صدور فرمان انحلال خودداری کرد. در ۲۳ مرداد شاه طی فرمانی محمد مصدق را برکنار و سرلشکر زاهدی را به‌جای او منصوب کرد. این نامه توسط تیمسار نصیری به مصدق ابلاغ شد اما او توسط مصدق دستگیر شد. مصدق متوجه کودتا شده و از دستور شاه پیروی نکرد.در این کودتا شاه با طرح سازمان مخفی اطلاعات بریتانیا -ام‌آی۶ و سیا، مصدّق را برکنار کرد. شاه پس از مقاومت  مصدق در برابر کودتای ۲۵ مرداد ۱۳۳۲  ، محل اقامتش (ویلایش در کلاردشت) را ترک و ابتدا به بغداد و سپس به رم رفت؛ ولی سه روز بعد، ارتش و طرفداران شاه به با همراهی سازمان مخفی اطلاعات بریتانیا -ام‌آی۶ و سیا موفق به اجرای کودتایی در ۲۸ مرداد شدند و با تسخیر ساختمان رادیو و سایر مراکز دولتی دولت مصدق سقوط کرد. چهار روز بعد، شاه به ایران بازگشت. مصدّق برکنار، زندانی و پس از پایان دورهٔ زندان، به احمدآباد تبعید شد.

## پس ازکودتای ۲۸ مرداد

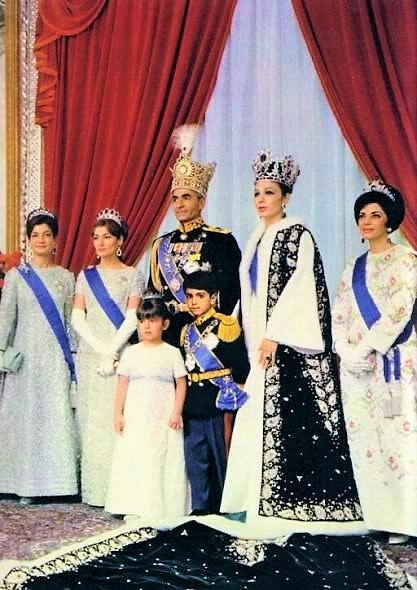
شاه و خانواده پس از جشن تاج‌گذاری

یک سال پس از کودتای ۲۸ مرداد، با شاه قرارداد کنسرسیوم به امضاء رسید. بر اساس این قرارداد، کنسرسیومی از کارتلهای نفتی آمریکایی، بریتانیایی، فرانسوی و هلندی، انحصار استخراج و تولید نفت در سراسر خاک ایران را به دست آوردند. سهم درآمد ایران بر پایهٔ ۵۰–۵۰ در نظر گرفته شد.
پس از بازگشت به قدرت، شاه مصمم شد تا از تکرار شرایطی مانند زمان مصدّق جلوگیری کند. در قانون اساسی مشروطهٔ سال ۱۳۸۵ قمری/۱۹۰۷–۱۹۰۶ میلادی، هیئت دولتی پاسخگو به یک نهاد پارلمانی برآمده از یک انتخابات آزاد بود و قدرتی محدود برای شاه پیش‌بینی شده‌بود و از آزادی بیان و مطبوعات جز در موارد محدودی حمایت می‌شد. در سال ۱۹۵۴ انتخابات مجلس هجدهم برگزار شد. در سال ۱۹۵۵، فضل‌الله زاهدی از نخست‌وزیری کناره گرفته و شاه، حسین علا را به نخست‌وزیری منصوب کرد. برنامهٔ اول توسعهٔ اقتصاد سال ۱۹۴۹ به علت نبود درآمدهای نفتی در دوران ملی شدن نفت عقیم ماند. اما در طی برنامهٔ دوم توسعه اقتصادی بین سال‌های ۱۹۵۶ تا ۱۹۶۲ میلادی پروژه‌های متعدد برق-آبی به اجرا درآمد که بخشی از این موفقیت بخاطر کشف میدان‌های جدید نفتی در حوالی قم در سال ۱۹۵۶ بود. از سال ۱۹۵۷ ایران اولین سری قراردادهای نفتی برپایه مشارکت را با شرکت‌های خارجی منعقد کرد. این نوع قراردادها از نظر روانی برای ایرانیان راضی‌کننده‌تر بود تا قراردادهای قبلی با شرکت نفت ایران-انگلیس که براساس درصد از سود بود.
در سال ۱۹۵۷ شاه به این نتیجه رسید که اوضاع داخلی ایران، به آرامش نسبی کافی رسیده است که فعالیت‌های سیاسی در حد محدودی مجاز باشد. شاه تلاشی جدید در جهت تشکیل سیستم پارلمانی به سبک غربی کرد. او یک حزب محافظه‌کار به نام مِلّیون و یک حزب لیبرال به نام مردم تشکیل داد. اما این تلاش موفقیت‌آمیز نبود. در آن زمان اعتراضات به تقلب در انتخابات مجلس بیستم باعث شد که شاه این مجلس را منحل کند.
زمستان ۱۳۳۳، دانشگاه کلمبیا در نیویورک به محمدرضا پهلوی دکترای افتخاری حقوق داد. شاه متقاعد شده بود که از دید مردم ایران او رهبری قدرتمند و محبوب است. او خود را رهبری عادل می‌دانست که ۹۹٪ مردم ایران پشتیبان برنامه‌های او برای توسعهٔ ایران هستند.
در سال ۱۹۵۸ سیاست‌گذاران آمریکا، بسیار نگران سطح نارضایتی در طبقهٔ متوسط ایران بودند و وقوع یک انقلاب یا کودتای نظامی را در این زمان پیش‌بینی می‌کردند. آمریکا به این نتیجه رسید که باید در این مقطع زمانی از شاه حمایت نمود، اما باید هم‌زمان تمام تلاش‌ها را برای تشویق شاه برای انجام اصلاحات ضروری به کار برد.
در شهریور ۱۳۳۹، اوپک با مشارکت ایران پایه‌گذاری گردید. در طول سال‌های بعد شاه هیچ‌گاه اشتیاق خود را برای افزایش قیمت نفت مخفی نکرد. او همه‌ساله نماینده‌ای به نزد رؤسای کنسرسیوم می‌فرستاد و از آنان می‌خواست تا سهم ایران را افزایش دهند. افزایش درآمد نفتی طی این سال‌ها مخارج توسعه نظامی مورد نظر شاه را تأمین می‌کرد. شاه در روز تولد ۴۸ سالگی خود، تاج‌گذاری کرد.

### انقلاب سفید و پیامدهای آن
آغاز اصلاحات در ایران، از ۳ سال پایانی ریاست‌جمهوری آیزنهاور شروع شد. شاه از زمان رسیدن به سلطنت در مورد ضرورت اصلاحات اراضی سخن می‌راند. به گفتهٔ سعید رهنما و سهراب بهداد، در سال ۱۳۴۱ با کمک دو نخست‌وزیر قابل به نام‌های علی امینی و اسدالله علم و وزیر کشاورزی حسن ارسنجانی مجموعه‌ای از اصلاحات اقتصادی-اجتماعی را با عنوان «انقلاب سفید» یا «انقلاب شاه و ملت» به اجرا گذاشت. این مجموعه در ابتدا شامل اصلاحات ارضی و چهار اصل دیگر بود که بعدها به نوزده اصل افزایش یافت.
مخالفان اصلی برنامه‌های اصلاحی شاه دو گروه بودند: جبههٔ ملی از سویی و طبقهٔ مذهبی و متحدان‌شان در بازار از سوی دیگر. جبههٔ ملی در اعلامیه‌ای در ۱۱ نوامبر ۱۹۶۱ (۲۰ آبان ۱۳۴۰) انقلاب سفید را «بازگشت به استبداد» دانست. علما نیز مخالف افزایش قدرت شاه، اصلاحات اراضی و اعطای حقوق مدنی به زنان بودند. در فوریهٔ ٬۱۹۶۰ حسین بروجردی مرجع تقلید شیعه، فتوایی مبنی بر حرام بودن تصرف اراضی صادر نمود. در ۵ ژوئن ۱۹۶۳ (۱۵ خرداد ۱۳۴۲) علما تظاهرات خشونت‌آمیزی را در تهران ترتیب دادند که توسط نیروهای امنیتی سرکوب شد. روح‌الله خمینی دستگیر شد و مدتی را در زندان گذراند. خمینی سال بعد به ترکیه و سپس به عراق تبعید شد.
شاه گمان داشت که با اجرای اصلاحات ارضی، با از میان برداشتن نظام ارباب رعیتی، دهقانان را نیز به جمع حامیان خود خواهد افزود. هدف رسمی این بود که ایران تا پایان قرن بیستم در بین مدرن‌ترین کشورهای جهان قرار داشته باشد.
انجام این اصلاحات، نظام تولید ثروت را دگرگون کرد. از سوی دیگر انقلاب سفید، شکاف میان مذهبی‌ها با شاه را گسترده کرد. از میان اصل‌های انقلاب سفید، اصلی که بیش از بقیه موجب تحریک و موضع‌گیری مخالفان مذهبی گردید، اصل حق رأی زنان بود. در یک گزارش سازمان سیا آمده است که هر روز ایرانیان بیشتر و بیشتری اصلاحات موجود در این برنامه را رد می‌کنند.
یک ارزیابی اطلاعاتی سازمان سیا در ۸ اکتبر ۱۹۷۱ در مورد ایران، در ابتدا به تمجید اخلاقِ کاری شاه و موفقیت‌های او در بهبود معیشت مردم پرداخت و نوشت: «بیشتر مردم به قدری سرگرم موفقیت در حوزه‌های دیگر هستند که فرصتی برای نق زدن در مورد سیاست ندارند.» این گزارش شاه را فردی «ایزوله» می‌خواند که در محیط رسمی دربار و در وضعیت «نبود تأسف‌آور ارتباط از پایین به بالا به سوی او» به‌سر می‌برد. هیچ‌یک از مقامات ایران جرئت نمی‌کنند اشتباه بودن کاری از شاه را به او گوشزد کنند.
شاه بار دیگر در ۲۱ فروردین ۱۳۴۴ در برابر پله‌های کاخ مرمر به‌دست یکی از سربازان وظیفه گارد جاویدان به نام رضا شمس‌آبادی ترور شد. این ترور نیز نافرجام ماند و شاه هیچ آسیبی ندید.
با وقوع جنگ اعراب و اسرائیل و تحریم فروش نفت توسط کشورهای عربی شاه حاضر به پیوستن به تحریم نفتی نشد. ایران، عربستان را از لحاظ تولید نفت پشت سر گذاشت و در سال ۱۹۷۰ بزرگ‌ترین تولیدکنندهٔ نفت در خاورمیانه شد. ریچارد نیکسون برای مقابله با قیمت بالای نفت ناچار شد تا دو بار (در سال‌های ۱۹۷۱ و ۱۹۷۲) ارزش دلار را کاهش دهد. اوپک نیز به رهبری شاه با این حرکت مقابله کرد و دو بار (هر بار اندکی پس از کاهش ارزش دلار) قیمت نفت را افزایش داد. از سوی دیگر، اکتشاف نفت در داخل مرزهای آبی خلیج فارس، به شاه این امکان را داد تا با شرکت‌های کوچک و جدید خارج از کنسرسیوم، قراردادهای کشف و استخراج جدید منعقد کند.

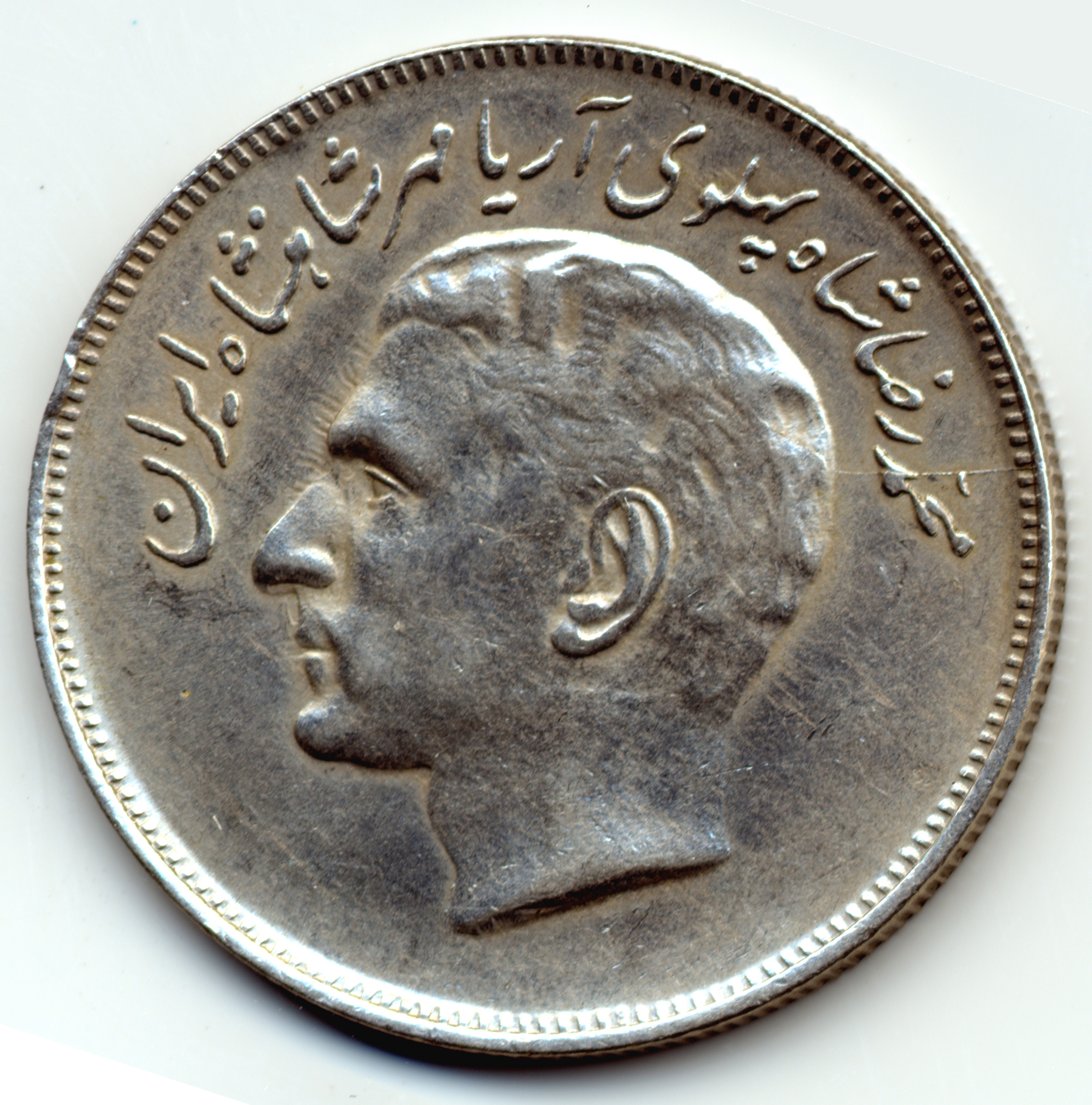
روی سکهٔ ۲۰ ریالی به مناسبت یادبود بازی‌های آسیایی ۱۹۷۴ تهران

در فاصلهٔ ده‌ساله ۱۳۴۲ تا ۱۳۵۱، تولید ناخالص ملی ۴ برابر شد و استانداردهای بهداشت به‌طور چشمگیری افزایش یافت. در نتیجه رشد جمعیت به میزان هشداردهنده ۳٪ درصد در سال رسید و ایران دیگر قادر به تولید مواد غذایی موردنیاز خود نبود. در سال ۱۹۶۷ دین راسک پایان رسمی کمک‌های اقتصادی آمریکا به ایران را اعلام نمود. در بین سال‌های ۱۹۵۳ تا ۶۷ ایران ۶۰۵ میلیون دلار کمک مالی و ۱۱۲ میلیون دلار مواد غذایی در قالب برنامه «غذا در برابر صلح» دریافت نمود.
با این وجود، مخالفان شاه از هر فرصتی برای خوار و خفیف نشان دادن شاه نهایت استفاده را می‌کردند و حاضر به پذیرش هیچ پیشرفتی توسط شاه نبودند. برای مثال، نقش شاه در اوپک را سند دیگری بر «نوکری» امپریالیسم آمریکا توسط شاه عنوان می‌کردند. آنان این تئوری را پیشنهاد می‌کردند که قیمت بالای نفت، باری بر روی ژاپن و اروپا و به سود آمریکا است. مثال دیگری که رویکرد شاه و مخالفانش در مورد مسائل سیاسی را نشان می‌دهد، مسئلهٔ زندانیان سیاسی بود. مخالفان این ادعای عجیب را مطرح می‌ساختند که در ایران «صدها هزار» زندانی سیاسی وجود دارد در حالی که تعداد واقعی زندانیان سیاسی چیزی نزدیک به ۴٬۰۰۰ نفر بود. یا ادعا می‌کردند که هزاران نفر زیر شکنجه ساواک کشته شده‌اند، در صورتی که تعداد واقعی افرادی که در طول ۳۷ سال سلطنت محمدرضاشاه به‌خاطر جرایم سیاسی کشته شدند حدود ۱٬۵۰۰ نفر بود. این رقم کمتر از ارقامی است که توسط مخالفان پیشنهاد می‌شد. در نقطهٔ مقابل، هرگاه شاه با سؤال رسانه‌های غربی در مورد زندانیان سیاسی و شکنجه در ایران مواجه می‌شد، با عنوان اینکه در ایران زندانی سیاسی وجود ندارد و زندانیان، تنها جنایت‌کاران هستند، از کنار این سؤالات می‌گذشت.
در ابتدای دههٔ پنجاه خورشیدی، جشن‌های ۲۵۰۰سالهٔ شاهنشاهی ایران در تخت جمشید (بزرگ‌ترین گردهمایی سران کشورهای جهان) برگزار شد. در سال ۱۳۵۴، شاه آغاز تاریخ را به ۵۵۹ پیش از میلاد تغییر داد و گاه‌شماری شاهنشاهی را، تاریخ رسمی کشور اعلام کرد. دو سال بعد و در جریان انقلاب، دوباره گاه‌شماری هجری خورشیدی، گاه‌شماری رسمی کشور اعلام شد.
از سال ۱۹۷۲ فعالیت‌های تروریستی شدت گرفت و ایران در وضعیت «حلقهٔ نفرت» فرانتس فانون گیر افتاد: ترور، ضد ترور، خشونت، خشونت متقابل. خشونت فزایندهٔ برخورد نیروهای امنیتی باعث انتقاد کمیسیون بین‌المللی قضات در سال ۱۹۷۲ و سازمان عفو بین‌الملل در سال ۱۹۷۴ شد. در سال ۱۹۷۵ کمیسیون حقوق بشر سازمان ملل متحد در حدی بهبود یافته است که نیازی به عکس‌العملی در مورد ایران نیست.
یکی از اقدامات شاه تأسیس ساواک (سازمان اطلاعات و امنیت کشور) بود. این پلیس اطلاعاتی از اسفند سال ۱۳۳۵ تا بهمن ۱۳۵۷ سازمان اصلی امنیت داخلی و اطلاعات خارجی ایران بود که در طی دورانی از جنگ سرد، به مدت ۲۲ سال نبض امنیت داخلی و اطلاعات خارجی ایران را در دست داشت. ساواک در کنار مبارزه با فعالیت‌های جاسوسی و نفوذی خارجی، در سرکوب عناصر ضد نظام فعالیت داشت. تا پیش از تأسیس ساواک، شهربانی و به‌طور مشخص، ادارهٔ اطلاعات شهربانی، مسئولیت برقراری امنیت کشور را برعهده داشت.

### ارتش

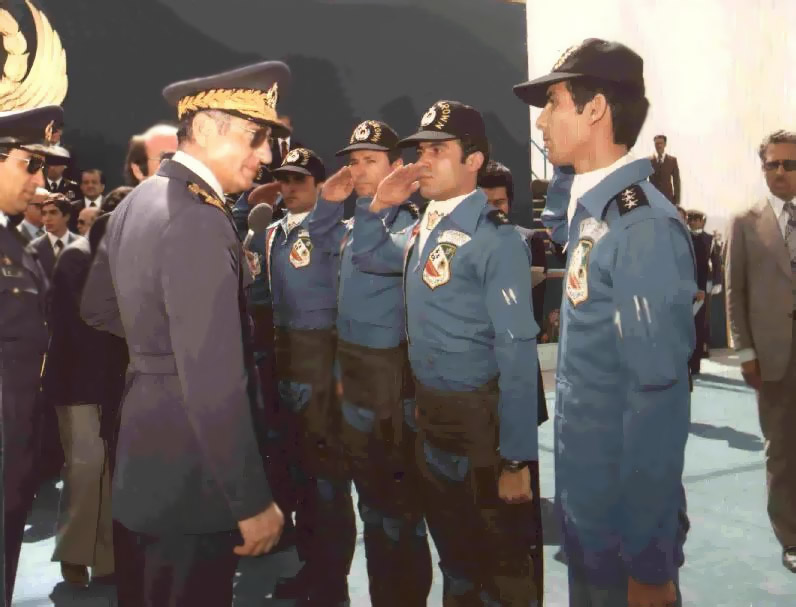
بازدید شاه از تیم آکروجت تاج طلایی نیروی هوایی شاهنشاهی

شاه یکی از پرزرق‌وبرق‌ترین ارتشهای جهان را در ایران ایجاد کرده بود. بخش زیادی از درآمد نفتی کشور به تجهیز ارتش شاهنشاهی ایران اختصاص می‌یافت. به‌طوری‌که شاه سفرهای متعدد به انگلیس و دیگر کشورها می‌کرد و به خرید تجهیزات نظامی می‌پرداخت. حتی حامیانی مانند تیمسار دوایت آیزنهاور، نگرانی خود را از پرداختن بیش‌از حد شاه به بودجه نظامی، پنهان نمی‌کردند. او در یک تلگراف محرمانه، شاه را دارای «وسواس نظامی» توصیف کرده است.

### سیاست داخلی
با آغاز سلطنت شاه در ۱۳۲۰، احزاب شروع به شکل‌گیری کردند. تا پیش از واقعهٔ ترور دانشگاه تهران، حزب تودهٔ ایران، موفق‌ترین حزب از میان احزاب بود. پس از این ترور، حزب تودهٔ ایران غیرقانونی اعلام شد. با وقوع کودتای ۲۸ مرداد ۱۳۳۲، فعالیت احزاب ملی‌گرا نیز ممنوع شد. در سال ۱۳۳۶ شاه به این نتیجه رسید که برای پایداری حکومت خود، نیاز به دو حزب دارد. او منوچهر اقبال و اسدالله علم را مأمور تشکیل دو حزب کرد؛ ولی این دو حزب، در خارج از مجلس نفوذی نداشتند. سرانجام مجادلهٔ همین دو حزب با یکدیگر بر سر تقلب انتخاباتی، باعث شد که شاه از احزاب خودساخته نیز ناامید شود و در سال ۱۳۵۳، حزب رستاخیز را به عنوان تنها حزب قانونی کشور ایجاد کند. شاه به مدرنیزه کردن ایران پرداخت و مراکز علمی و فرهنگی کشور را گسترش داد. انجام اصلاحات سیاسی و اجتماعی از جمله تصویب قانون اصلاحات ارضی و اعطای حق رأی به زنان از مهم‌ترین فعالیت‌های حکومت او بود.

### سیاست خارجی

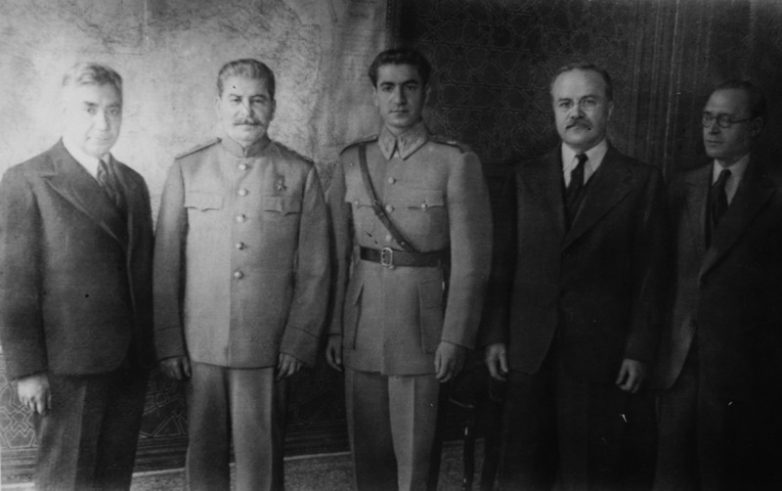
شاه در کنار استالین، رهبر شوروی در ۱۹۴۳

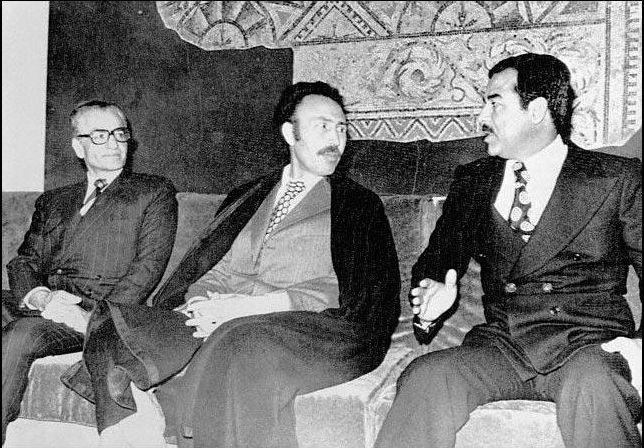
شاه در کنار هواری بومدین، رهبر الجزایر و صدام حسین معاون رئیس‌جمهور عراق در جریان عهدنامه ۱۹۷۵ الجزایر

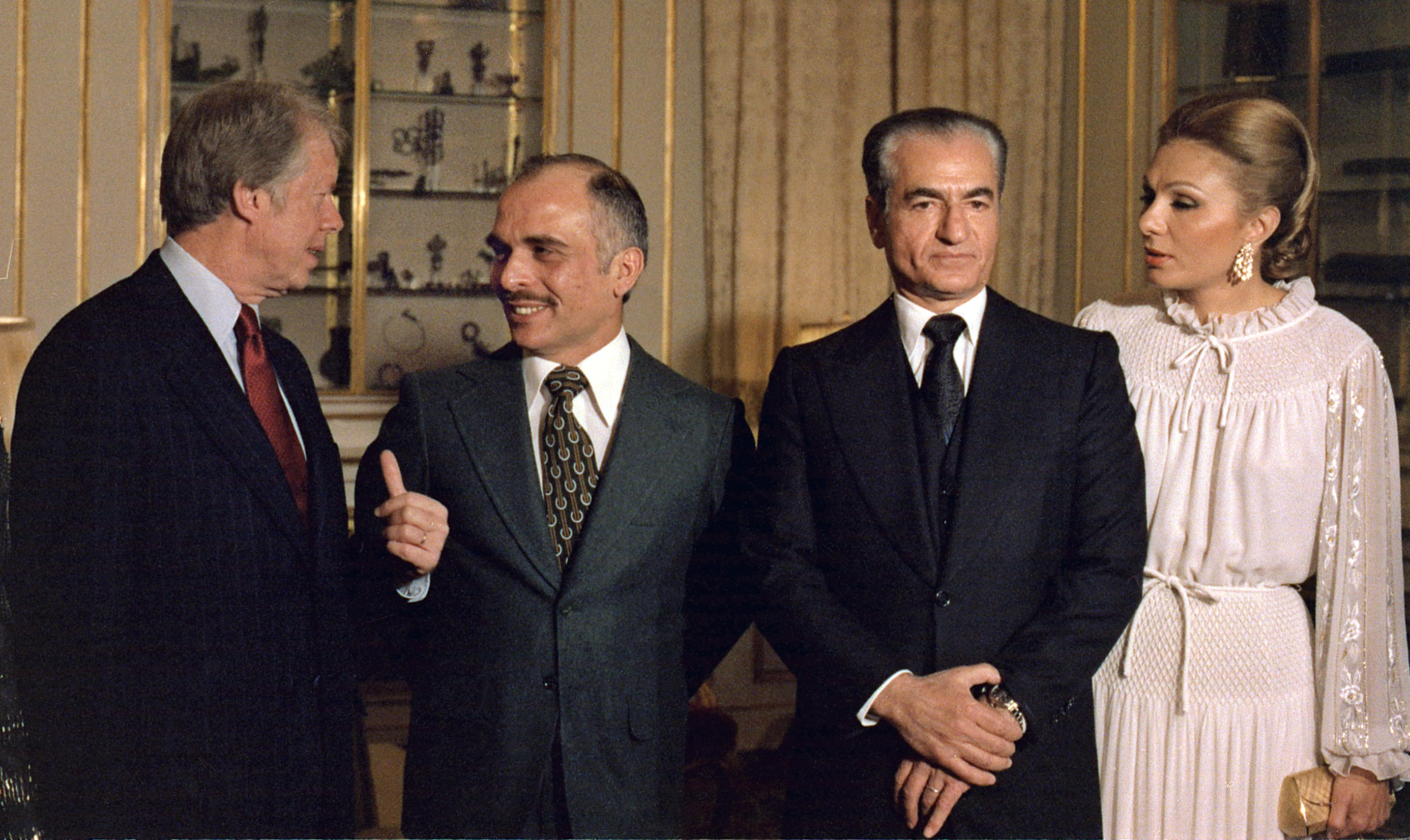
استقبال شاه و شهبانو در ۳۱ دسامبر ۱۹۷۷ میلادی از جیمی کارتر، رئیس‌جمهور آمریکا در کاخ نیاوران. ملک حسین، پادشاه اردن نیز برای گفتگو دربارهٔ تحولات منطقه به تهران سفر کرده بود.

زمانی که محمدرضا پهلوی به پادشاهی رسید، ایران در اشغال نیروهای شوروی و انگلستان بود. این اشغال تا سال ۱۹۴۶ طول کشید. پس از خروج این نیروها ایران در تلاش برای بازیابی مجدد استقلال خود بود. در این دوران شاه قادر نبود که سیاست خارجی هماهنگی را دنبال کند. شاه در این سال‌ها تلاش کرد تا روابط مستحکمی را با غرب پایه‌گذاری کند. بریتانیا که مایل بود به جای گفت‌وگو با یک مجلس و یک هیئت دولت، با یک فرد معامله کند و آمریکا که معتقد بود وجود یک ایران استبدادی در نزدیکی مرزهای شوروی، امنیت آنان را بیشتر تأمین می‌کند و مایل بود که قدرت شاه در ایران افزایش یابد. بازگشت شاه به سلطنت پس از ملی شدن صنعت نفت با کمک و حمایت آمریکا بود؛ بنابراین وابستگی شاه به آمریکا عامل تعیین‌کننده در سیاست خارجی او از این زمان به بعد بود. در این سال‌ها، شاه بارها آشکارا در جبههٔ بلوک غرب و در مقابل بلوک شرق و حتی کشورهای جهان سوم متعلق به جنبش عدم تعهد قرار گرفت. او به آمریکا اجازه داد تا شبکهٔ جاسوسی در مرزهای ایران برپا کند. به پیمان سنتو ملحق شد. با جنبش پان‌عرب عبدالناصر مخالف نمود و حتی در حین جنگ ۱۹۶۷ اعراب و اسراییل، اسراییل را به‌طور دو فاکتو به رسمیت شناخت و در این منازعه، طرف اسراییل را گرفت و ضد فلسطینیان بود. یا در زمانی که اکثریت جهان سوم خواستار بایکوت آفریقای جنوبی بخاطر سیاست‌های نژادپرستانه آپارتاید بود، شاه به آفریقای جنوبی نفت می‌فروخت.
از اواسط دههٔ چهل، شاه برای کاستن از وابستگی‌های سیاسی و فنی به غرب، روابطش با شوروی را بهبود بخشید. به دنبال سفر شاه به مسکو در سال ۱۳۴۳ خورشیدی، مناسبات اقتصادی و سیاسی جدیدی با شوروی شکل گرفت. این بهبودی روابط علاوه بر سود اقتصادی، موقعیت و قدرت چانه‌زنی شاه را در مقابل غرب، رقیبان منطقه‌ای مانند عراق و جمال عبدالناصر و نیروهای مخالف داخلی بالا برد.
محمدرضا پهلوی توانست از اهرم نفت و اوپک استفاده برده و عملاً در آغاز دههٔ پنجاه توانست به عنوان یک قدرت نفتی و منطقه‌ای حتی با متحدان غربی خود بر سر منافع ایران چانه‌زنی کند. اما با همه این تلاش‌ها، شاه هیچگاه نتوانست از سایهٔ اشغال ایران در سال‌های آغازین سلطنت و وابستگی‌اش به آمریکا بیرون بیاید. به‌گفتهٔ امین صیقل اکثریت مردم ایران همیشه او را «دست‌نشاندهٔ آمریکا» می‌دانستند. پس از خروج بریتانیا از خلیج فارس، شاه نقش «ژاندارم منطقه» را بر عهده گرفت.
او حاکمیت نظامی ایران را بر جزایر سه‌گانه اعمال کرد و در عوض، از ادعای حاکمیت بر بحرین دست برداشت. پیمان بغداد (بعدها پیمان سنتو) میان کشورهای ایران، عراق، ترکیه و پاکستان منعقد شد. شاه از موضع قدرت پیمان الجزایر را امضا کرد و به اختلافات مرزی با عراق خاتمه داد.
این هم‌زمان با «دکترین نیکسون» پس از جنگ‌های هندوچین بود که آمریکا سعی داشت در سیستم دوقطبی دوران جنگ سرد از طریق قدرت‌های منطقه‌ای منافع آمریکا را تأمین کند. آمریکا به ایران به چشم یکی از این قدرت‌های منطقه‌ای می‌نگریست. به دنبال این نظام جدید بین‌المللی و نقش جدید ایران، شاه در این زمان درصدد افزایش قدرت نظامی و صنعتی خود برآمد. سرمایه‌های غیرمالی ایران جواب‌گوی برنامه‌های شاه نبود و شاه دوباره هرچه بیشتر از نظر فنی و نظامی به آمریکا وابسته می‌شد. در آن زمان سیل مستشاران آمریکایی وارد ایران شد که باعث برانگیخته شدن حساسیت‌های منفی مردم ایران شد. حتی با روی کار آمدن جیمی کارتر دموکرات در آمریکا، تغییری در ماهیت سیاست آمریکا و «دکترین نیکسون» به وجود نیامد. با وجود تأکید کارتر بر مسئلهٔ حقوق بشر و کنترل فروش سلاح به متحدان غیر غربی آمریکا، کارتر از رهبری و سیاست‌های شاه حمایت می‌کرد و او را به عنوان یک «رهبر بزرگ» ستایش می‌کرد.

## انقلاب ۱۳۵۷ و ترک ایران

### آغاز سقوط شاه
سقوط قیمت نفت در میانهٔ سال ۱۹۷۵ باعث سقوط اقتصادی، تورم فزاینده در سال‌های ۱۹۷۵ تا ۷۷ شد و نارضایتی عمومی شد. فرار سرمایه‌ها از ایران آغاز شد. همزمان، سه قشری که انقلاب مشروطه را باعث شده‌بودند — روشنفکران، بازاریان و علما — به‌طور فزاینده‌ای با نظام بیگانه می‌شدند.
زنجیره‌ای از اقدامات شاه از سال ۱۳۵۴ علیه علما باعث شد تا آن‌ها، نیروهایی برای سرنگونی شاه را به حرکت در بیاورند. از جملهٔ این اقدامات، موارد زیر را می‌توان برشمرد: تخریب بازار قدیمی اطراف مشهد، اعلام تقویم شاهنشاهی به جای تقویم هجری، موافقت با طرح‌های کاهش بودجه جمشید آموزگار برای لغو یارانه که نخست‌وزیر پیشین هویدا از سال ۱۹۶۵/ ۱۳۴۴ به روحانیان می‌پرداخت (یارانه‌ای که به‌خاطر جبران کاهش درآمدهای حاصل از وقف، حاصل از اجرای فاز دوم اصلاحات ارضی به روحانیون پرداخت می‌شد)، آخرین از این سری اقدامات، انتشار مقاله توهین‌آمیزی با عنوان ایران و استعمار سرخ و سیاه در روزنامهٔ نیمه‌رسمی اطلاعات به تاریخ هفت ژانویهٔ ۱۹۷۸ (۱۷ دی ۱۳۵۶) علیه خمینی بود. مقاله‌ای که گفته می‌شود توسط وزارت اطلاعات تهیه شده‌بود. تظاهرات خشونت‌آمیز طلاب قم سرکوب شد و تلفات جانی به همراه داشت. از این زمان نهضت انقلابی-اسلامی خمینی آغاز شد و زنجیره‌ای از اعتراضات در دوره‌های چهل‌روزه (به تقلید از سنت عزاداری در شیعه) شکل گرفت. خمینی در یک مصاحبه در ۹ مه ۱۹۷۸ (۱۹ اردیبهشت ۱۳۵۷) با روزنامهٔ لوموند، سرنگونی و برچینی رژیم پهلوی و قانون اساسی ایران را خواستار شد. اکنون خمینی مطمئن از پیروزی، به‌طور پیوسته عبارت «زمانی که ما به قدرت رسیدیم» را تکرار می‌کرد.

### کنفرانس گوادلوپ
کنفرانس گوادلوپ (زبان فرانسوی: Conférence de Guadeloupe ) یا نشست گوادلوپ جلسه‌ای بود که از ۴ تا ۷ ژانویه ۱۹۷۹/ ۱۴ تا ۱۷ دی ۱۳۵۷، میان رؤسای دولت ۴ قدرت اصلی بلوک غرب (آمریکا، انگلستان، فرانسه و آلمان غربی) در جزیره گوادلوپ برگزار شد و یکی از موضوعات اصلی آن بررسی وضعیت بحرانی ایران در آن دوران، یعنی آخرین روزهای پیش از انقلاب ۱۳۵۷ بود.
این جلسه به میزبانی والری ژیسکار دستن رئیس‌جمهور وقت فرانسه در جزیره گوادلوپ که یکی از شهرستان‌های فرادریایی فرانسه در دریای کارائیب است، برگزار شد. در این جلسه، جیمی کارتر رئیس‌جمهور ایالات متحده آمریکا، جیمز کالاهان نخست‌وزیر بریتانیا، هلموت اشمیت صدراعظم آلمان غربی و خودِ ژیسکار دستن حضور داشته‌اند. در این جلسه در مورد قریب‌الوقوع بودن سرنگونی محمدرضا پهلوی، شاه ایران توافق حاصل شد اما در مورد نتایج و مذاکرات دیگر این نشست روایت‌های متفاوت و متناقضی مطرح شده است.
به گفتهٔ منوچهر گنجی در این جلسه ژیسکار دستن این نظریه را مطرح کرده بود که «بهتر است شاه هر چه سریعتر ایران را ترک کند» و جیمی کارتر بعدها در خاطراتش نوشته بود که او در آن جلسه حمایت بسیار کمی از شاه از رؤسای ۳ دولت دیگر مشاهده کرده و همگی آن‌ها متفق‌القول بوده‌اند که شاه باید در سریعترین زمان ممکن از ایران خارج شود. ویلیام شوکراس هم از خاطرات روزالین کارتر نقل می‌کند که اشمیت و کالاهان در این جلسه بر موقعیت بسیار ضعیف شاه تأکید داشته‌اند.
اما ژیسکار دستن در مصاحبه با روزنامه توس در سال ۱۳۷۷ گفته بود که «تنها کشوری که در این جلسه زنگ خاتمهٔ حکومت شاه را به صدا درآورد نمایندهٔ آمریکا بود و معتقد بود وقت تغییر حکومت ایران است به‌طوری که همهٔ ما متحیر و متعجب شدیم. چون تا آن‌جا که ما مطلع بودیم آمریکا پشتیبان حکومت وقت ایران بود…» به گفتهٔ او جیمی کارتر در این جلسه اصرار داشت که هیچ امیدی به بقای حکومت شاه نیست و او از این حکومت حمایت نخواهد کرد و احتمال برقراری یک حکومت نظامی را می‌داد و نخست‌وزیر انگلیس نیز با کارتر در مورد لزوم خروج شاه از ایران هم عقیده بود ولی او و هلموت اشمیت به یک تحول صلح‌آمیز امید داشته و از نظریه آمریکایی‌ها غافلگیر شده بودند.

### انقلاب ۱۳۵۷

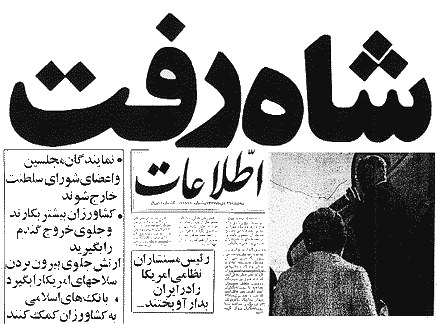
تیتر اصلی روزنامهٔ اطلاعات با عنوان «شاه رفت»

دلایل متعدد و متفاوتی برای شکست شاه در برابر انقلاب ایران ارائه شده است. سعید امیرارجمند نارضایتی و به وجود آمدن تمایلات ضد خارجی به‌خاطر وابستگی رژیم شاه به آمریکا و حضور وسیع نیروهای آمریکایی و اروپایی در ساختار اقتصاد و ارتش را از محرک‌های اعتراضات می‌داند. همچنین او به وجود آمدن یک ساختار متمرکز سلطنتی در ایران را عاملی می‌داند که تمام نارضایتی‌ها را به‌سوی یک شخص هدایت نمود. نبود پلورالیسم که در عصر مدرن نظام سلطنتی را شکننده‌ترین ساختار در میان ساختارهای موجود می‌کند نیز از دیگر عوامل این اتفاق است. ولی نقش خود شاه نیز در این میان مهم بود.
شاه در دو سال آخر سلطنتش، اشتباه‌ترین تصمیمات دورهٔ حکومت خود را گرفت. زمانی که باید خود را قدرتمند نشان می‌داد از خود ضعف نشان داد و زمانی تظاهر به قدرت می‌کرد که نشانه‌ای از قدرت در او وجود نداشت. دلیل این اشتباهات تصمیم‌گیری مجموعه‌ای از عوامل شخصی و سیاسی بود. عواملی که ریشه در شخصیت متزلزل شاه در آن زمان خاص داشت. به‌گفتهٔ ماروین زونیس، زمانی که انقلاب آغاز شد شاه همهٔ عوامل خارجی که برای سال‌ها سرچشمه‌های حمایت روانی از شخصیت او را تشکیل می‌دادند، از دست داده بود.
در سال ۱۹۷۸، ناآرامی‌های سیاسی به یک انقلاب مردمی تبدیل شد که منجر به واژگونی سلطنت شد. واقعه میدان ژاله (۱۷ شهریور ۱۳۵۷)، که در آن ارتش ده‌ها معترض را زخمی کرد؛ آتش‌سوزی سینما رکس، اعتراضاتی را در سراسر ایران به دنبال داشت. نشست رهبران غربی که شاه احساس می‌کرد به معنای عقب‌نشینی از حمایت آن‌ها بود، موقعیت او را در ایران غیرقابل دفاع کرد. او در ۱۷ ژانویهٔ ۱۹۷۹ ایران را ترک کرد، تعداد معترضانی که توسط ارتش کشته شده‌اند مورد مناقشه است. اندکی پس از آن در ۲۲ بهمن ۱۳۵۷، سلطنت ایران به‌طور رسمی لغو شد و حکومت ایران به عنوان جمهوری اسلامی به رهبری روح‌الله خمینی اعلام شد. شاه در تبعید در مصر درگذشت.
در بین دههٔ چهل و پنجاه شمسی، اقتصاد ایران به سرعت رشد کرد و این باعث افزایش اعتمادبه‌نفس شاه شده بود. گزارشی از سازمان سیا عنوان کرد که شاه خود را «دارای یک مأموریت الهی» برای ادارهٔ کشورش می‌داند. به دنبال این پیشرفت شاه سیاست‌های سختی علیه نیروهای چپ‌گرا و میانه‌رو پیش گرفت. او معتقد بود که روحانیت (به غیر از طرفداران خمینی) متحدان مورد اعتماد او در جنگ علیه کمونیسم و ملی‌گرایی سکولار در ایران است. این سیاست به روحانیت ایران فرصت داد تا شبکه‌ای انحصاری در میان مردم به وجود بیاورند. او در سال ۱۳۵۳ با تشکیل دادن حزب رستاخیز، نظام تک‌حزبی را در ایران اعلام نمود. ایده‌ای که به سرعت به موضوعی برای مخالفت و تمسخر تبدیل شد. حتی امیرعباس هویدا، اولین دبیرکل حزب رستاخیز نیز (در محافل خصوصی) این ایدهٔ شاه را به تمسخر می‌گرفت. شاه گمان می‌کرد- مانند آنچه در روزنامه‌های حکومتی نوشته می‌شد- مردم اگر هم او را به عنوان رهبر کشور عاشقانه دوست ندارند، حداقل وی را تحسین می‌کنند. در طول ماه‌های آخر، شاه با دیدن تظاهرات میلیونی مردم علیه خود، این عامل روانی را از دست داد.

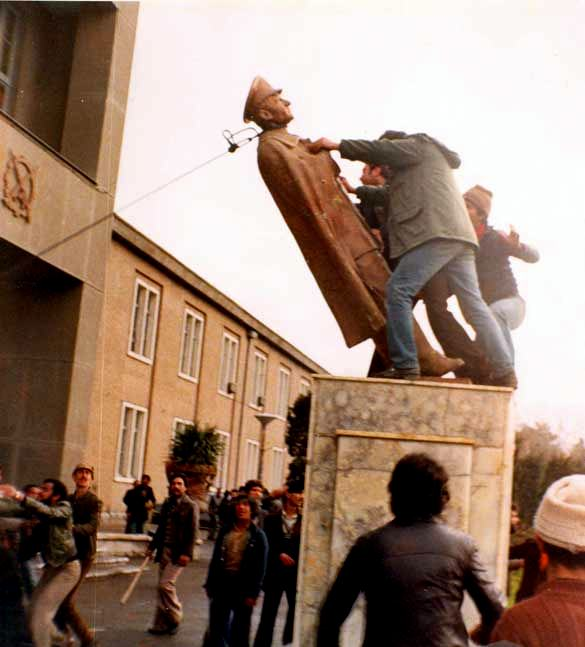
دانشجویان انقلابی دانشگاه تهران در حال کندن مجسمه شاه

در یازدهم اردیبهشت ۱۳۵۴ پزشک شاه تشخیص داد که شاه مبتلا به سرطان غدد لنفاوی شده است. شاه به درخواست‌های آمریکا برای استفاده از نفوذ خود در اوپک برای پایین آوردن قیمت نفت پاسخ منفی داد. این موضوع باعث شد تا آمریکا برای پایین آوردن قیمت نفت از او ناامید شده و دست به‌دامن عربستان سعودی شود. از سوی دیگر کارتر فشارش بر روی شاه برای بهبود وضع دموکراسی در ایران را از سر گرفت. مخالفان شاه این را به عنوان نشانهٔ احتمالی پایان حمایت بی‌قیدوشرطی که شاه از واشینگتن در تمام این سال‌ها دریافت می‌کرد قلمداد نمودند. صرف‌نظر از این‌که آیا شاه همچنان مورد حمایت غرب بود یا خیر، خود شاه احساس می‌کرد که دیگر مورد حمایت نزدیک‌ترین متحد خود یعنی ایالات متحده نیست. شاه پس از سقوط، برداشته شدن حمایت غرب از حکومت خود را بزرگ‌ترین عامل سقوط خود عنوان می‌کرد.

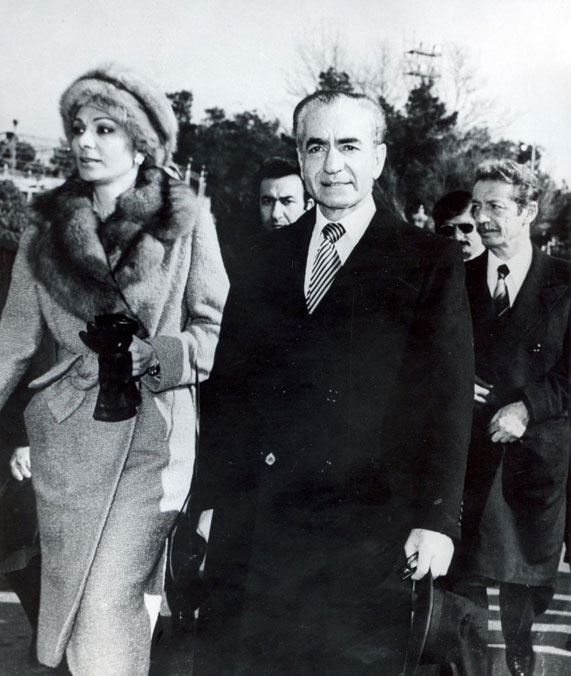
محمدرضا و فرح پهلوی که نخست‌وزیر شاپور بختیار همراهشان است در فرودگاه مهرآباد، به هنگام خروج از ایران در ۲۶ دی ۱۳۵۷.

دستور منع تیراندازی مستقیم ارتش به مردم (که منجر به تلفاتی ناچیز شد) منجر به این شد که فرماندهان ارتش فاقد قدرت تصمیم‌گیری باشند. سرانجام با بالا گرفتن اعتراضات، شاه در ۲۶ دی ۱۳۵۷ ایران را ترک کرد و در ۲۲ بهمن همان سال انقلاب به پیروزی رسید.
چند مورد تیراندازی ارتش به سوی مردم اتفاق افتاد که بدترین آن هفدهم شهریور بود. در این روز که بعدها به نام جمعهٔ سیاه معروف شد، هزاران نفر در میدان ژاله تهران برای یک تظاهرات مذهبی گرد آمدند. وقتی مردم حکومت نظامی را نادیده گرفتند، سربازان به سویشان آتش گشودند که در نتیجه آن برخی از مردم کشته یا مجروح شدند. جمعهٔ سیاه نقشی اساسی در رادیکال کردن جنبش‌های اعتراضی داشت.
سقوط دولت مصدّق در سال ۱۹۵۳، شروع دورهٔ مطلق‌گرایانهٔ سلطهٔ شاه بود که سعی می‌نمود جامعه ایران را همسو با غرب، و مخصوصاً آمریکا مدرنیزه کند؛ ولی رژیم، خواستهٔ مردم را اشتباه فهمید و با عرضهٔ خود به‌عنوان دست‌نشاندهٔ آمریکا به غرور ملی لطمه وارد کرد. در نتیجهٔ آن انقلاب رخ داد که در آن اشراف و طبقات غرب‌گرا کنار زده شدند و راهی برای رادیکالیسم مذهبی و سلطهٔ بنیادگرایی دینی باز شد.

### مرگ

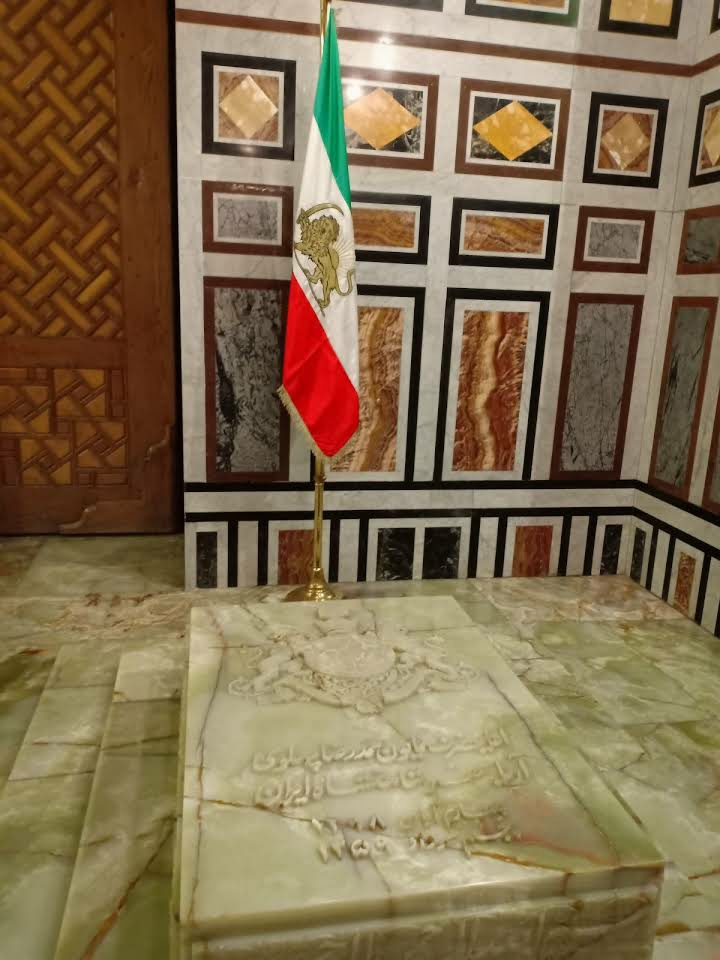
آرامگاه محمدرضا پهلوی در مسجد الرفاعی قاهره. محمدرضاشاه وصیت کرده بود تا در خاک ایران دفن شود.

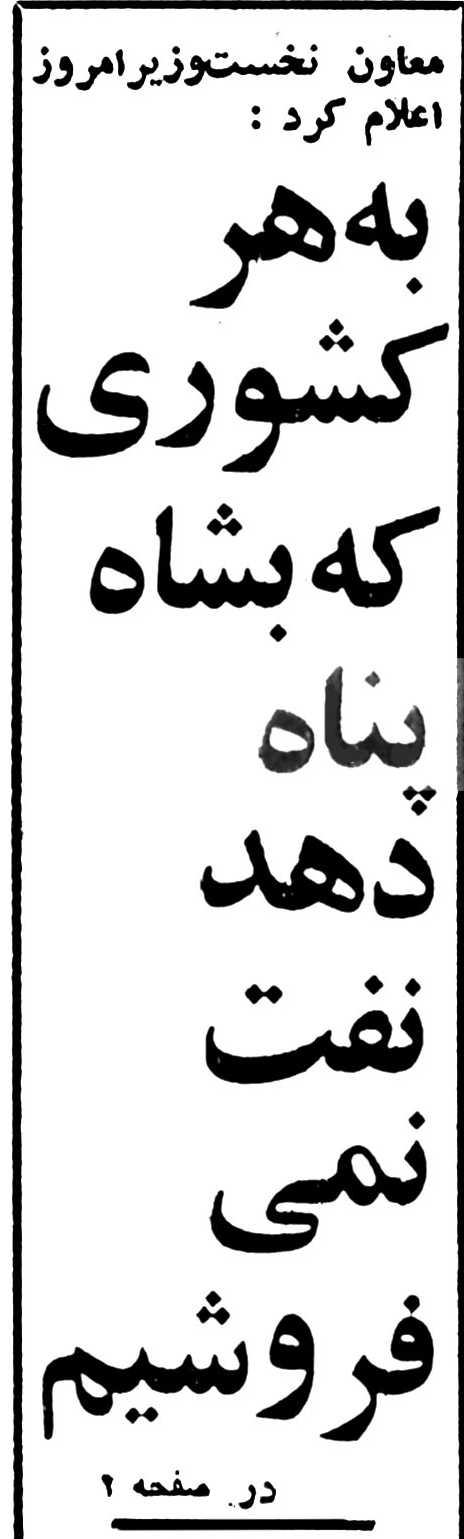
تهدید انقلابی‌ها در مورد پناه دادن به شاه

محمدرضا پهلوی پس از خروج از کشور در ۲۶ دی ۱۳۵۷ به مصر رفت و در اسوان مورد استقبال رسمی انور سادات، رئیس‌جمهور مصر قرار گرفت. سپس از ۲ بهمن مدتی را در مراکش مهمان ملک حسن دوم پادشاه این کشور بود. با فشار دولت انقلابی ایران و ملاحظات سیاسی دولت مراکش، او مجبور به ترک مراکش شد و در ۱۰ فروردین ۱۳۵۸ به باهاما رفت که برای مدت موقتی به او روادید گردشگری داده بود. تلاش‌های او برای گرفتن پناهندگی سیاسی از انگلستان بی‌نتیجه ماند. با پایان یافتن روادید باهاما، او توانست در ۲۰ خرداد به مکزیک برود. بیماری او در مکزیک هر روز شدت می‌یافت اما او بیماری واقعی خود را از پزشکان مکزیکی پنهان می‌کرد. هرچند پزشک مخصوص او که از پاریس می‌آمد او را تحت شیمی‌درمانی قرار می‌داد، پزشکان مکزیکی او را برای مالاریا درمان می‌کردند.
با شدت یافتن بیماری، برخلاف میل دولتمردان آمریکا او توانست اجازهٔ ورود به آمریکا بیابد. او در ۳۰ مهر به آمریکا رفت و برای درمان پزشکی در بیمارستان نیویورک بستری شد. او همچنین چند بار مجبور شد به صورت پنهانی به مرکز سرطان مموریال اسلون-کترینگ برود. محمدرضا پهلوی پس از خروج از بیمارستان، نخست در ۱۱ آذر به مرکز پزشکی ویلفورد هال در پایگاه نیروی هوایی لاکلند در تگزاس، سپس در ۲۴ آذر به پاناما و در ۳ فروردین ۱۳۵۹ (۲۳ مارس ۱۹۸۰) به مصر رفت و دستِ‌آخر انور سادات به او پناهندگی داد.
مدت کوتاهی پس از ورود وی به مصر، پزشکان معالج طحال او را خارج کردند. سرطان او در وضع پیشرفته‌ای بود و پایان کار وی نزدیک بود. سرانجام در ساعت ۹:۴۵ دقیقه روز ۵ مرداد ۱۳۵۹ خورشیدی، محمدرضا پهلوی در ۶۰ سالگی در قاهره درگذشت. سید طالب رفاعی، روحانی شیعه عراقی و از مؤسسان حزب الدعوه اسلامی عراق بر او نماز گزارد. پیکر وی در یک مراسم خاکسپاری بسیار باشکوه و رسمی، در مسجد الرفاعی قاهره خاکسپاری شد و در آن مسجد به امانت گذاشته شد.
در مراسم تشییع جنازه شاه، تاج‌الملوک (مادر شاه) و شمس (خواهر شاه) حضور نداشتند. شمس در کنار مادرش مانده بود تا مرگ شاه را متوجه نشود؛ به همین دلیل نتوانست در مراسم تشییع برادرش حضور یابد. علاوه بر اعضای خانواده پهلوی، انور سادات رئیس‌جمهور وقت مصر، ریچارد نیکسون رئیس‌جمهور سابق آمریکا، کنستانتین دوم پادشاه سابق یونان، ژنرال مولای حفیظ علوی رئیس مراسمات و افتخارات سلطنتی مراکش به عنوان نماینده پادشاه حسن دوم مراکش و همچنین آلفرد آترتون سفیر آمریکا، سر مایکل اسکات ویر سفیر بریتانیا، ژاک آندرانی سفیر فرانسه، توشیو یامازاکی سفیر ژاپن، پیر هاتون سفیر استرالیا و الیاهو بن الیسار سفیر اسرائیل در مصر نیز در مراسم خاک‌سپاری شاه ایران شرکت کردند.
محمدرضاشاه در وصیت‌نامهٔ خود خواسته بود تا در خاک ایران و در کنار نظامیانی که پس از انقلاب ۱۳۵۷ اعدام شدند، دفن شود.

## اقدامات صنعتی-اقتصادی
محمدرضاشاه تمام وجهه و نظام پادشاهی خود را بر روی خارج ساختن ایران از ردهٔ کشورهای توسعه‌نیافته و وارد شدن به ردهٔ کشورهای تازه صنعتی‌شده مانند کرهٔ جنوبی خرج نمود. او تلاش می‌کرد تا ایران را به‌سوی «تمدن بزرگ» هدایت کند، اصطلاحی که در سال ۱۹۷۲ ابداع شد. توسعهٔ اقتصادی یک استراتژی کلیدی در جهت نیل به این مقصود بود. این رضاشاه بود که سیستم آموزشی و قضایی سکولار به‌وجود آورد، اولین قدم‌ها به‌سوی بهبود آزادی و بهبود حقوق زنان را برداشت، زیرساخت‌های یک کشور صنعتی را بنیان نهاد و سنگ‌بنای یک سیستم بهداشت عمومی را گذاشت. محمدرضاشاه سیاست‌های مدرن‌سازی پدرش را دنبال نمود و توسعه بخشید. این توسعه در قالب موضوعاتی چون مبارزه علیه بی‌سوادی، ارائهٔ سرویس‌های بهداشتی و آموزشی برای نقاط روستایی، افزایش حقوق زنان، آزادسازی روستاییان از قید نظام قدیمی ارباب‌رعیتی و به‌وجود آوردن یک قشر متوسط متخصص از تکنوکرات‌ها و بروکرات‌ها (که بیشتر آن‌ها در غرب تحصیل کرده بودند) بود. از دید توسعهٔ اجتماعی شاه یک انقلابی بود اما هر چقدر که سیاست‌های او انقلابی‌تر می‌شد، مخالفت علما و سایر گروه‌های ذی‌نفع بیشتر می‌شد. با این وجود اصلاحات سیاسی شاه بسیار عقب‌تر از اصلاحات اجتماعی ایران بود.
| سال   | درآمد نفتی (میلیون دلار) | درصد درآمد نفتی در تامین درآمدهای ارزی |
| ----- | ------------------------ | -------------------------------------- |
| ۳۳–۳۴ | ۳۴٫۴                     | ۱۵                                     |
| ۳۵–۳۶ | ۱۸۱                      | ۴۳                                     |
| ۳۷–۳۸ | ۳۴۴                      | ۶۰                                     |
| ۳۰–۴۰ | ۳۵۹                      | ۶۰                                     |
| ۴۱–۴۲ | ۴۳۷٫۲                    | ۷۰                                     |
| ۴۳–۴۴ | ۵۵۵٫۴                    | ۷۶                                     |
| ۴۵–۴۶ | ۹۶۸٫۵                    | ۶۵                                     |
| ۴۷–۴۸ | ۹۵۸٫۵                    | ۵۳                                     |
| ۴۹–۵۰ | ۱۲۰۰                     | ۵۴                                     |
| ۵۱–۵۲ | ۲۵۰۰                     | ۵۸                                     |
| ۵۲–۵۳ | ۵۰۰۰                     | ۶۶                                     |
| ۵۳–۵۴ | ۱۸۰۰۰                    | ۷۲                                     |
| ۵۴–۵۵ | ۲۰۰۰۰                    | ۷۲                                     |

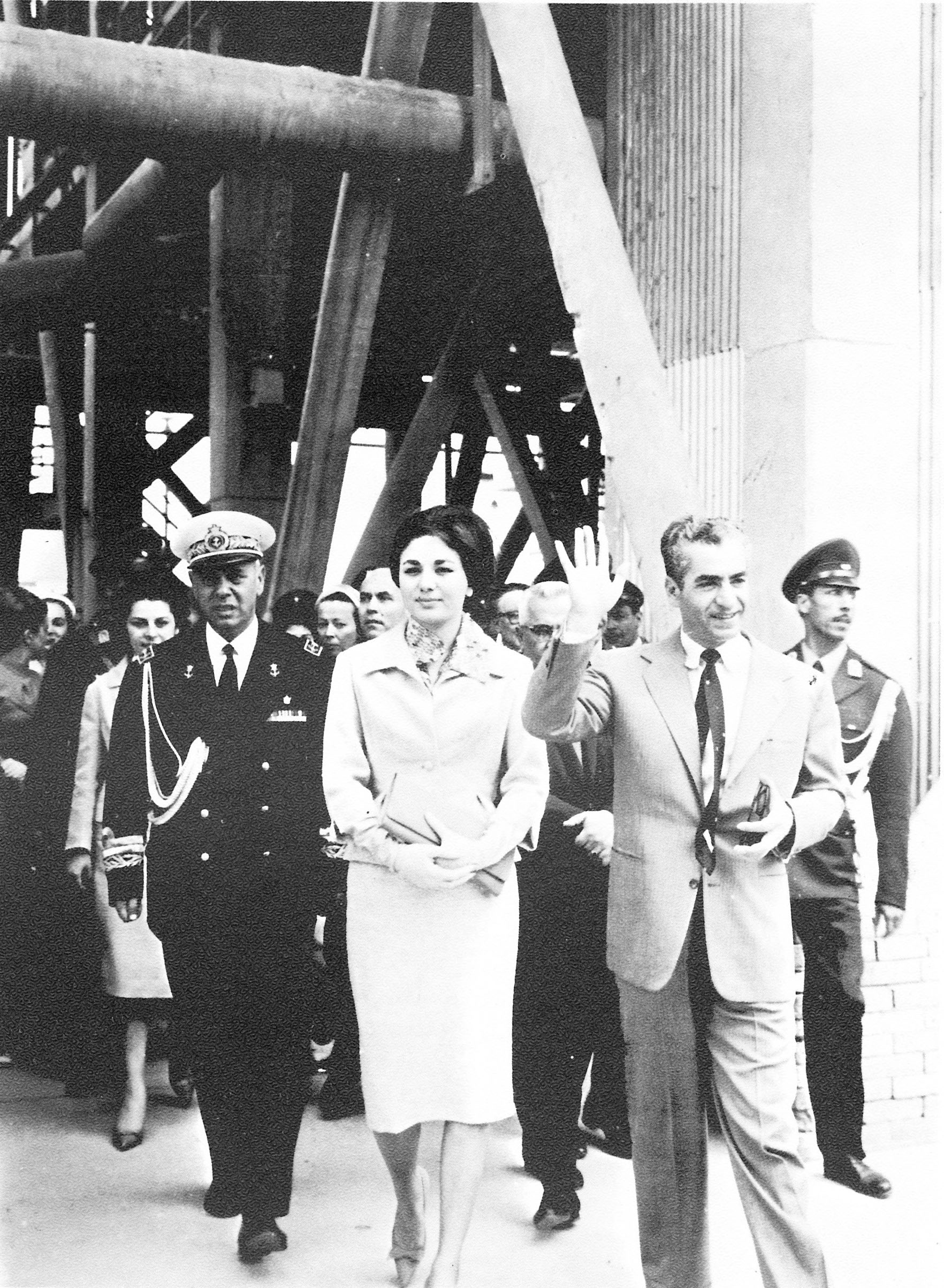
بازدید رسمی از پالایشگاه آبادان

طی دوران حکومت محمدرضاشاه، ایران به چهارمین تولیدکنندهٔ نفت و دومین صادرکنندهٔ بزرگ آن تبدیل شده بود. بر اساس موافقت‌نامهٔ ۱۹۵۴/۱۳۳۳ کنسرسیوم نفت، سهم ایران از درآمدها به ۵۰ درصد رسید، اما بخش اساسی این افزایش بر اثر جنگ ۱۳۵۲/۱۹۵۴ اعراب و اسرائیل و چهار برابر شدن قیمت بین‌المللی نفت بود که باعث شد کشورهای عضو سازمان نفت (اوپک) از این امتیاز بهره‌مند شوند. بدین ترتیب درآمدهای نفتی ایران از مبلغ ۳۴ میلیون دلار در سال‌های ۳۳–۳۴ شمسی به ۵ میلیارد دلار در سال‌های ۵۲–۵۳ و حتی ۲۰ میلیارد دلار در سال‌های ۵۴–۵۵ شمسی افزایش یافت. نفت طی این ۲۳ سال، ۵۵ میلیارد دلار نصیب ایران کرد. طی این سال‌ها، به‌طور متوسط بیش از ۶۰ درصد درآمد دولت و ۷۰ درصد از درآمد ارزی سالانه این منبع تأمین می‌شد.
الگوی توسعهٔ موردنظر رژیم (تئوری اقتصادی رشد قطره‌ای) به‌طور اجتناب‌ناپذیری شکاف بین گروه‌های دارا و ندار را وسیع‌تر کرد. استراتژی رژیم سرازیر کردن ثروت نفتی به‌سوی نخبگان وابسته به دربار بود که بعدها کارخانه‌ها، شرکت‌ها و واحدهای گشت و صنعتی متعددی را تأسیس کردند. ثروت به‌لحاظ نظری به‌صورت قطره‌ای به پایین جریان می‌یافت، اما در عمل در ایران همانند بسیاری از کشورها، همچنان به بالا چسبیده بود و مسیرش به سوی رده‌های پائین‌تر نردبان اجتماعی روزبه‌روز کمتر می‌شود. ثروت، همانند یخ در آب گرم، در فرایند دست‌به‌دست شدن، ذوب می‌شد و نتیجهٔ آن نیز چندان تعجب‌آور نبود.
شاه سرمایه‌گذاری‌های عمده‌ای را در زیرساخت‌ها، سوبسیدها و کمک‌های بلاعوض زمین برای جمعیت دهقانی، مشارکت در سود کارگران صنعتی، ساخت تأسیسات هسته‌ای، ملی‌سازی منابع طبیعی ایران و برنامه‌های سوادآموزی که از مؤثرترین برنامه‌ها در جهان تلقی می‌شد، آغاز کرد. شاه همچنین تعرفه‌های سیاست اقتصادی و وام‌های ترجیحی را به شرکت‌های ایرانی وضع کرد که در پی ایجاد یک اقتصاد مستقل برای کشور بود. تولید خودرو، لوازم خانگی و سایر کالاها در ایران به‌طور قابل‌ملاحظه‌ای افزایش یافت و منجر به ایجاد یک طبقهٔ صنعتی جدید شد که مصون از تهدیدهای رقابت خارجی تلقی می‌شد. این اصلاحات منجر به چندین دهه رشد اقتصادی پایدار شد که ایران را به یکی از سریع‌ترین اقتصادهای در حال رشد در بین کشورهای توسعه‌یافته و توسعه‌نیافته تبدیل کرد. شاه در طول حکومت ۳۷ سالهٔ خود میلیاردها دلار برای صنعت، آموزش، بهداشت و نیروهای مسلح هزینه کرد و از نرخ رشد اقتصادی فراتر از آمریکا، انگلیس و فرانسه برخوردار بود. درآمد ملی نیز ۴۲۳ برابر افزایش یافت. در نتیجه، مردم شاهد افزایش بی‌سابقهٔ درآمد سرانه بودند که به بالاترین سطح در هر مقطعی از تاریخ ایران و سطوح بالای شهرنشینی رسید. تا سال ۱۹۷۷، هزینه‌های خدمات مسلحانه ایران، که شاه آن را وسیله‌ای برای پایان دادن به مداخله خارجی در ایران می‌دانست، این کشور را به پنجمین ارتش قدرتمند جهان تبدیل کرد.

## زندگی شخصی

### خانواده

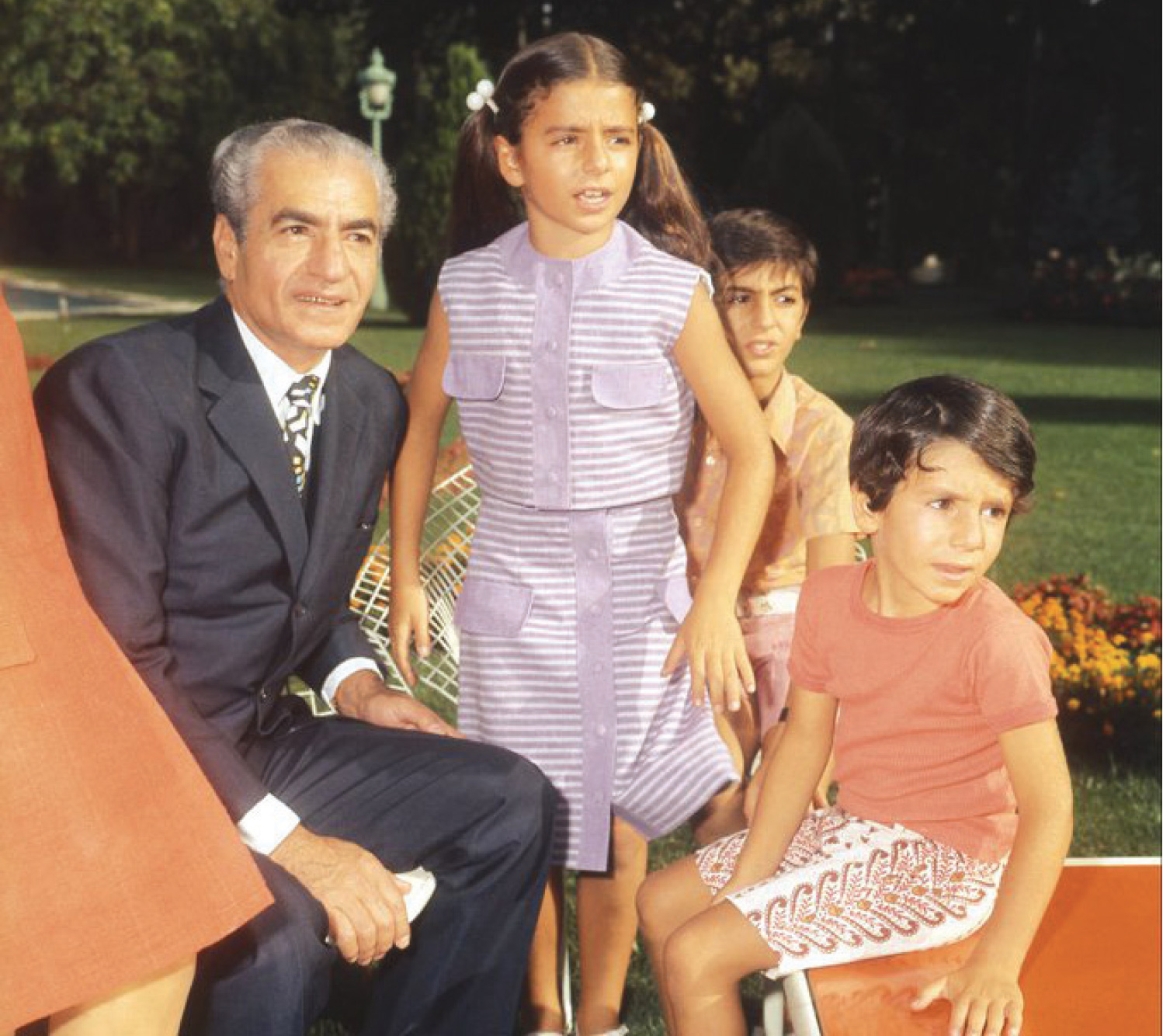
محمدرضا پهلوی در کنار فرزندانش در کاخ سعدآباد

در میان اعضای خانواده، اشرف نزدیک‌ترین شخص به محمدرضا بود. همچنین محمدرضا تا پایان عمر رضاشاه، رابطهٔ خود را با پدرش حفظ کرد. با این‌حال محمدرضا آنچنان تحت‌تأثیر هیبت پدرش بود که بارها و در کتاب‌های گوناگون خود به هیبت او اشاره کرده است. تاج‌الملوک (مادر محمدرضا) بود که محمدرضاشاه همواره سعی می‌کرد احترام او را حفظ کند او را نرنجاند. او مجموعاً چهار خواهر و شش برادر داشت که فقط با شمس، اشرف و علیرضا مادر مشترک (تاج‌الملوک) داشت. فرزندان او شهناز (از فوزیه)، رضا، فرحناز، علیرضا و لیلا (از فرح) بودند که در این میان رضا به ولیعهدی رسید. لیلا و علیرضا سال‌ها پس از مرگ شاه خودکشی کردند.

### همسران

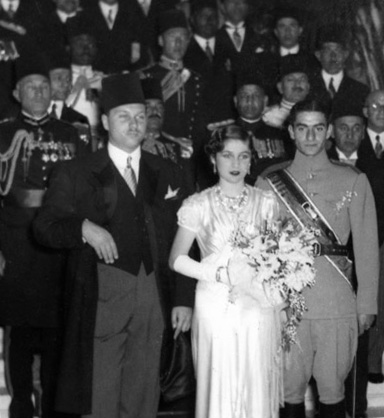
ازدواج با فوزیه

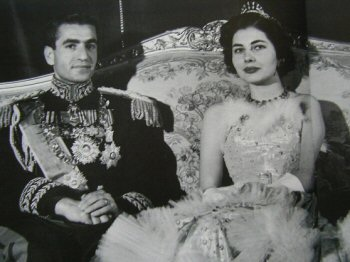
ازدواج با ثریا

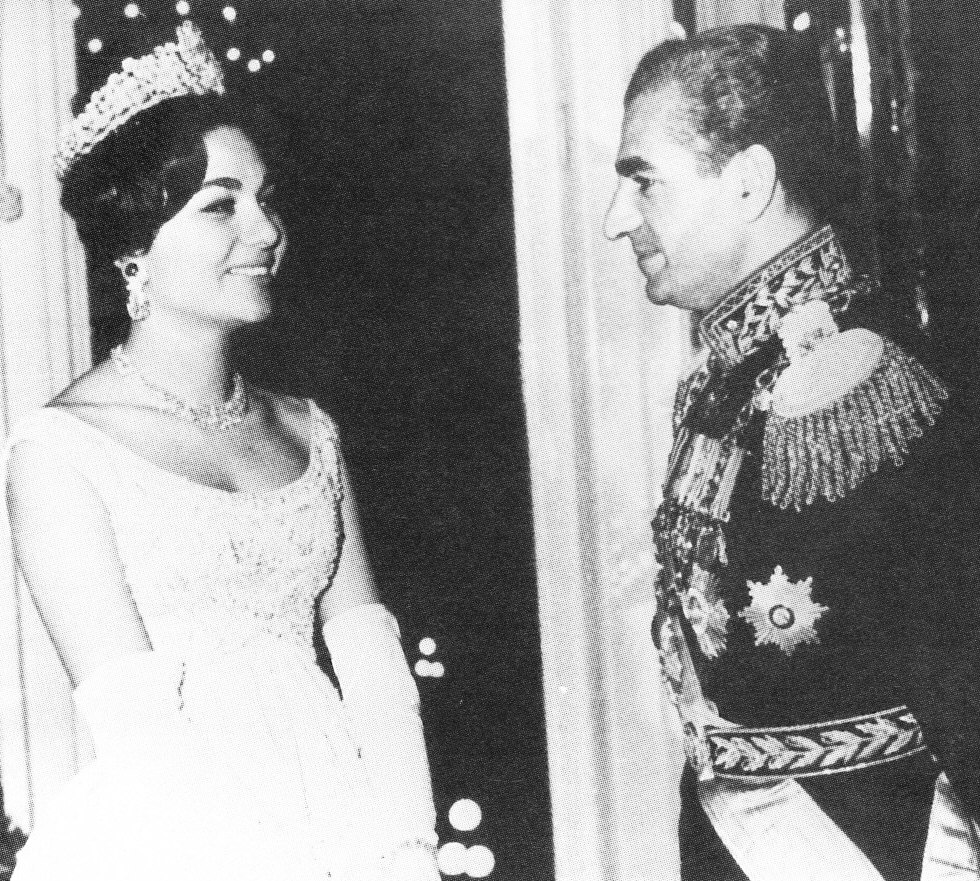
ازدواج با فرح

زمانی که محمدرضا به ۱۹ سالگی رسید، پدرش تصمیم گرفت تا وی ازدواج کند. ابتدا پرنسس اینگرید از سوئد (بعدها ملکهٔ دانمارک) و سپس یک دختر ایرانی از خاندان قاجار برای او در نظر گرفته شدند؛ ولی او در سال ۱۳۱۷ خورشیدی، با فوزیه فؤاد، خواهر ملک فاروق پادشاه مصر در کاخ عابدین قاهره ازدواج کرد. این ازدواج مغایر اصل ۳۷ قانون اساسی مشروطه بود که بر طبق آن، ملکهٔ ایران باید ایرانی‌الاصل باشد. به همین دلیل، مجلس ایران قانونی را از تصویب گذراند که فوزیه را «ایرانی‌الاصل» اعلام می‌کرد.
روشن است که فوزیه، انتخاب محمدرضا نبود. فوزیه اگرچه زیبا بود، ولی سرد و دست‌نیافتنی بود. در آغاز، محمدرضا ناگزیر به پذیرفتن فوزیه به عنوان همسرش بود، ولی پس از تبعید رضاشاه و آغاز پادشاهی محمدرضا، این اجبار رفع شد. با این‌حال وقتی فوزیه در سال ۱۳۲۴، به‌تنهایی به مصر رفت و محمدرضا را ترک کرد، او بیشترین تلاش ممکن را کرد تا فوزیه را بازگرداند. نامه‌ها و سفرای زیادی نزد او و برادرش ملک فاروق به مصر فرستاد؛ ولی این تلاش بی‌فایده بود و آنان ۳ سال بعد از هم جدا شدند.
پس از طلاق از فوزیه، او پادشاهی مجرد بود. به گفتهٔ اشرف: «دخترها را برای او می‌آوردند، ولی او عاشق هیچ‌کدام از این دخترها نمی‌شد. دخترها در لحظهٔ ملاقات فکر می‌کردند که او دوستشان دارد؛ ولی این خیال خامی بیش نبود.» این نوع رابطهٔ سطحی با دخترانی از این قبیل، به تدریج یک‌نواخت و کسل‌کننده شد.
محمدرضا ۲ سال پس از آن‌که از فوزیه جدا شد، با ثریا اسفندیاری، دختر خلیل خان، از خان‌های ایل بختیاری ازدواج کرد. ثریا زنی بود که محمدرضا واقعاً عاشقش بود. به گفتهٔ اشرف: «شاه عاشق ثریا بود و اگر ثریا می‌توانست برای او جانشینی بیاورد، آنان هیچ‌گاه از هم جدا نمی‌شدند». در آن زمان جانشینی مسئلهٔ مهمی بود و محمدرضا ناچار از ثریا جدا شد.
طبق ادعای اسکندر فیروز، شاه، پس از جدایی از ثریا، علاقهٔ خود به ازدواج با شاهدخت ماریا گابریلا ساوی دختر اومبرتو دوم پادشاه ایتالیا نشان داد که این پیشنهاد با مخالفت پاپ ژان بیست‌وسوم و همچنین روحانیون ایران مواجه شد که پادشاه یک کشور مسلمان نمی‌تواند با یک شاهزادهٔ کاتولیک ازدواج کند.
سومین همسر محمدرضا، فرح دیبا بود. او فرزند سهراب دیبا، از افسران ارتش بود. پدرش زمانی که فرح ۹ ساله بود درگذشته بود. وی دانشجوی معماری در پاریس بود و خانواده‌اش، وضع مالی رضایت‌بخشی نداشتند. نظر شاه در مورد ازدواج با فرح این چنین بود: «مجبورم به خاطر کشورم ازدواج کنم. پس چه بهتر که با کسی ازدواج کنم که خانواده‌ام نیز او را پسندیده‌اند.» این‌بار شاه همسری غیرفعال نمی‌خواست و فرح هم چنین نبود.
شاه یک‌بار در مصاحبه‌ای به اوریانا فالاچی گفته بود که «در زندگی یک مرد، زن، به حساب نمی‌آید، مگر آن‌که زیبا و جذاب بوده و خصوصیات زنانه خود را حفظ کرده باشد.» اگرچه او بعدها در مصاحبه دیگری به باربارا والترز گفت که دقیقاً همین کلمات را به کار نبرده است. وی در مصاحبه اول گفته بود:
سؤال: چقدر عجیب، اعلی‌حضرت. اگر پادشاهی باشد که نامش همیشه با نام زنان گره خورده باشد، شما هستید؛ و حالا کم‌کم دارم مشکوک می‌شوم که زنان در زندگی شما به هیچ اندازه به‌شمار نمی‌آیند.

پاسخ: من از اینکه ظن شما عادلانه بوده باشد می‌ترسم. زنان، می‌دانید… بگذارید اینطور در نظر بگیریم، من زنان را دست کم نمی‌گیرم، همان‌طور که از این واقعیت پیداست که زنان بیشتر از هر شخص دیگری از انقلاب سفید من بهره برده‌اند. من برای به دست آوردن مسئولیت و حقوق برابر زنان مصرّانه جنگیده‌ام. من آن‌ها را وارد ارتش کردم، جایی که شش ماه آموزش نظامی می‌بینند پیش از آنکه برای مبارزه علیه بیسوادی به روستاها فرستاده شوند؛ و هیچ‌کس نباید فراموش کند که من پسر همان پدری هستم که حجاب زنان در ایران را حذف کرد. اما صادق نبوده‌ام اگر بگویم که تحت نفوذ حتی یک تک زن از آن زنان قرار گرفته باشم. هیچ شخصی نمی‌تواند در من نفوذ کند، هیچ‌کس و اگر یک زن باشد کمتر. زنان در زندگی یک مرد فقط در صورتی به‌شمار می‌آیند که زیبا و دل‌پذیر باشند و بدانند که چگونه زنانه بمانند و … این تجارت آزادی زنان، برای مثال. این فمینیست‌ها چه می‌خواهند؟ شما چه می‌خواهید؟ می‌گویید برابری؟ واقعاً!! من نمی‌خواهم که خشن به نظر برسم، اما… شما تنها در دیدگاه قانون می‌توانید برابر باشید، به خاطر چیزی که می‌گویم از شما طلب بخشش می‌کنم، ولی در توانایی‌هایتان خیر.

### دوستان
دوستان نزدیک دوران کودکی او را حسین فردوست (فرزند یک درجه‌دار جز) و مهرپور تیمورتاش (فرزند وزیر دربار) تشکیل می‌دادند. از این میان، محمدرضا به فردوست علاقهٔ زیادی داشت. زمانی که در ۱۲ سالگی محمدرضا را برای ادامهٔ تحصیل به سوئیس فرستادند، به اصرار او فردوست نیز وی را همراهی کرد.
ارنست پرون نیز یکی دیگر از دوستان نزدیک محمدرضا بود که در سوئیس با ولیعهد آشنا شد و با او به ایران بازگشت. از حدود سال ۱۹۳۵ میلادی اولین اشارات به دوستی محمدرضا با ارنست پرون (پسر باغبان مدرسه له‌روزه) در اسناد رسمی وجود دارد. پرون آشکارا همجنس‌گرا و با اعتقادات شدید کاتولیک بود و یکی از بحث‌برانگیزترین شخصیت‌های اطراف محمدرضا بود که نقش مهمی در زندگی وی داشت. محمدرضا به مدت نزدیک دو دهه تقریباً هر روز پرون را ملاقات می‌کرد. اما چند ماه پس از سرنگونی مصدّق در سال ۱۹۵۳ و زمانی که دوستی با پرون باعث به وجود آمدن دردسرهای سیاسی برای او شد، او به یک‌باره تمام تماس خود را با پرون قطع کرد. نقش پرون در زندگی محمدرضا هیچگاه مشخص نبوده است. دشمنان محمدرضا پهلوی همیشه علاقه داشته‌اند تا این رابطه یک نوع رابطهٔ همراه با «تعهد» نشان بدهند و سایرین نیز سعی داشته‌اند انتخاب این دوست عجیب توسط محمدرضا را با استفاده از تئوری‌های روان‌شناسی توجیه کنند.
حلقهٔ دوستان نزدیک محمدرضا پهلوی در دوران بزرگسالی نیز چندان بزرگ نبود. یحیی عدل جراح معروف و عبدالکریم ایادی دو تن از دوستان نزدیک محمدرضا بودند. بخشی از دوستان او، از طریق حلقهٔ اشرف به شاه نزدیک شدند و گروهی نیز به وسیله فرح به وی معرفی شدند. زمانی که فرح وارد دربار شد، گروه زیادی از دوستان و اقوام خود را نیز، به دربار وارد کرد. بعضی از آنان پیش از ورود به دربار، از منتقدان حکومتش بودند.

### روشنفکران
به نظر می‌رسد او در سوئیس تا حدی با نویسندگان انگلیسی و آمریکایی آشنا شده و حتی آثاری از ویلیام شکسپیر را مطالعه نموده بود. او بعدها هیچ‌گاه علاقه‌ای به مطالعهٔ آثار دانشورانه از خود نشان نداد. عباس میلانی می‌نویسد که او در فرانسه و به همراه ارنست پرون، اشعار و ادبیات فرانسوی را مطالعه می‌کرده است و رابله و دشاتوبریان را نویسندگان موردعلاقهٔ خود معرفی کرده است. او در دورهٔ ولیعهدی به موسیقی سنتی ایرانی و غربی علاقه داشته و موتزارت و لیست، آهنگسازان موردعلاقهٔ او بوده‌اند. این مطالعات در شعر و ادبیات در سال‌های حضور ارنست پرون در دربار او نیز ادامه داشته است.

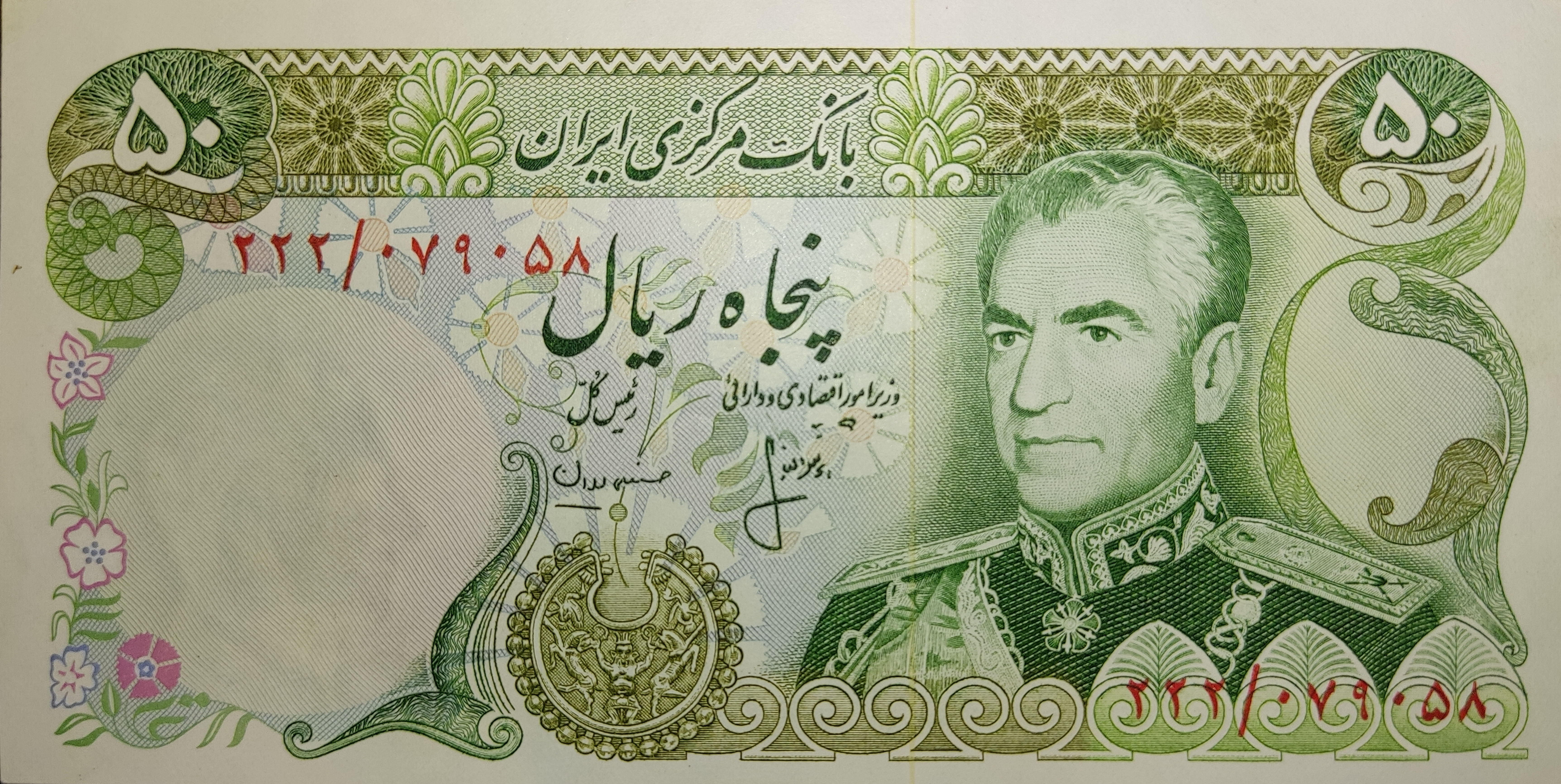
اسکناس ۵۰ ریالی با چهره محمدرضاشاه پهلوی

پس از رسیدن به پادشاهی، از وزیر دربار خواست تا علّامه محمّد قزوینی را به قصر دعوت کند. در نخستین دیدار شاه جوان از قزوینی و دوستانش خواست تا جلسات خود را در قصر او برگزار کنند تا او فقط شنونده باشد و از آنان بیاموزد. این جلسات هفتگی سال‌ها ادامه یافت و محمدرضا پهلوی از طریق این جلسات با فلسفه، تاریخ، فرهنگ و ادبیات فارسی و به‌خصوص شعرِ حافظ آشنا شد. در دهه‌های ۱۳۴۰ و ۱۳۵۰ افراد روشنفکر بیشتری در اطراف او بودند. او با گسترش اندیشهٔ روشنفکرانه در اطراف خود موافقت کرد. او اعتقاد نداشت که روشنفکری خطری برای او و حکومت او باشد. او در سالِ ۱۳۴۴ به تماشای نمایشِ پهلوان اکبر می‌میردِ گروهِ هنر ملّی نشست و در دههٔ ۱۳۵۰ سلسله بحث‌های میان سیّد حسین نصر و احسان نراقی را از تلویزیون پی‌می‌گرفت. او بی آن‌که بداند واژهٔ «غرب‌زدگی» را جلال آل‌احمد اشاعه داده و بدون آن‌که کتاب‌های او را خوانده باشد از این واژه استفاده می‌کرد.
شاه همواره روشن‌فکران را نقد می‌کرد. شیوهٔ استبداد روزافزون حکومت شاه پس از انقلاب سفید، هر چه بیشتر روشنفکران و جبههٔ ملی را با او بیگانه می‌کرد. آنان توجهی به توسعهٔ اجتماعی و اقتصادی به‌دست‌آمده نداشتند و بازگشت به یک نظام لیبرال‌تر و مطابق قانون اساسی و تغییر موضع طرفدار غرب محمدرضا پهلوی را خواستار بودند. قدرت جبههٔ ملی و روشنفکران با حمایت دانشجویان در ایران و جمعیت قابل‌توجه دانشجویان ایرانی در خارج از ایران افزوده شد. دانشجویان ایرانی جنبش‌های انقلابی در الجزایر، کوبا، چین و جاهای دیگر را مطالعه کرده بودند و آثار علی شریعتی را مشتاقانه مطالعه می‌کردند. در نوامبر سال ۱۹۷۸، کریم سنجابی، رهبر جنبش ملی، خمینی را در پاریس ملاقات کرد و شرایط خمینی را پذیرفت. ائتلاف حاصل شده بین روشنفکران و دانشجویان و علمای مبارز در این زمان، سقوط شاه را اجتناب‌ناپذیر کرده‌بود.

### رسانه‌ها

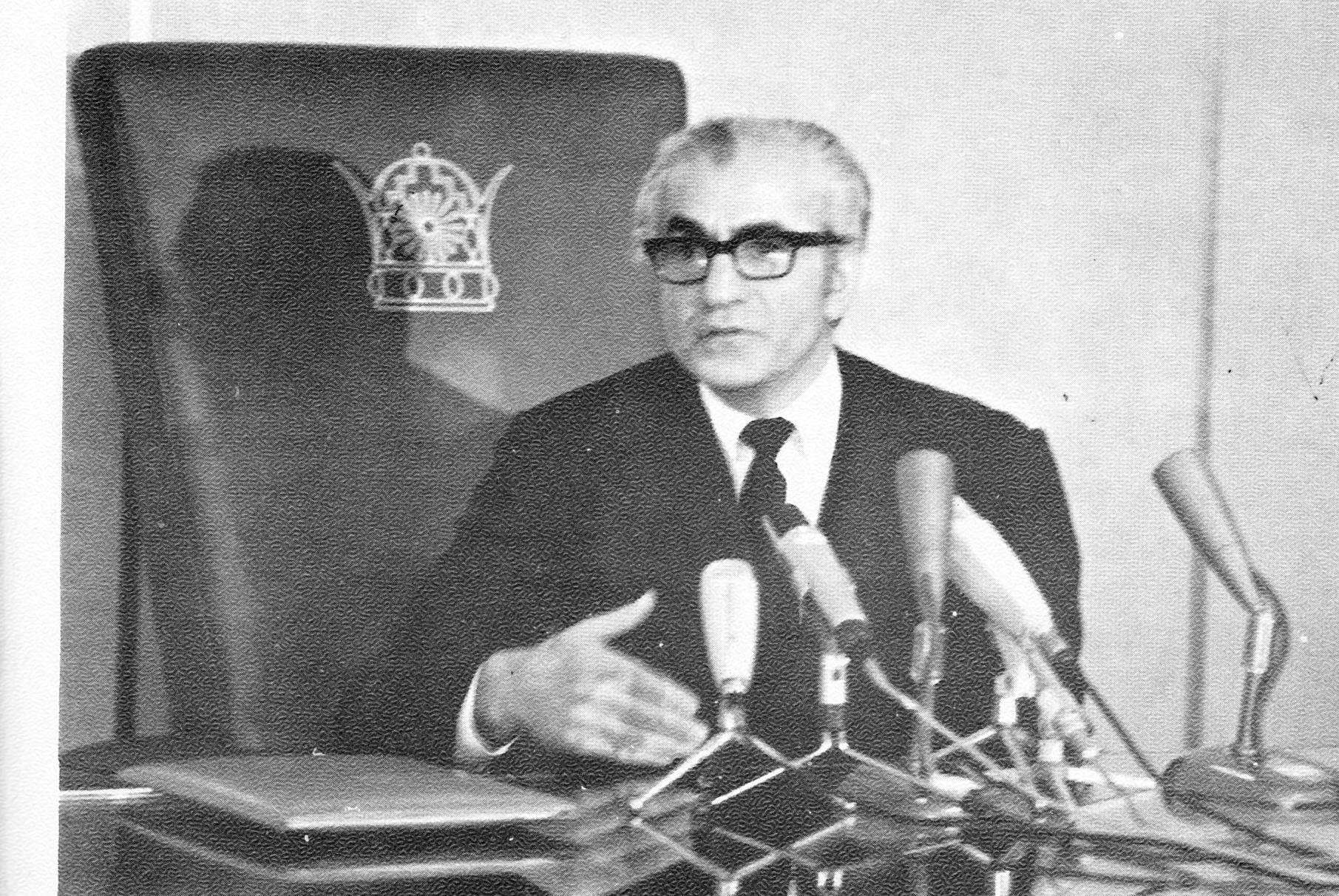
محمدرضا پهلوی در جریان یک کنفرانس در کاخ نیاوران.

پس از اینکه اولین‌بار مصدّق از رادیو ایران برای تنظیم افکار عمومی استفاده کرد، کنفرانس‌های مطبوعاتی محمدرضا پهلوی از اکتبر ۱۹۵۸ شروع شد. تلاش او، بیشتر معطوف به رسانه‌های خارجی بود. از سقوط دولت مصدّق تا انقلاب ۱۳۵۷، ایران در صدر اخبار نشریات آمریکایی قرار داشت. اوج توجه این رسانه‌ها به ایران، از زمان تحریم نفتی اعراب تا ۱۳۵۶ بود. شاه در برخورد با رسانه‌ها در نقش یک معلم به نظر می‌رسید.

### منش و ویژگی‌ها
بسیاری از ویژگی‌های اخلاقی محمدرضا، نقطه مقابل پدرش بود. رضاشاه دارای طبعی خشن بود، ولی محمدرضا حتی در اوج قدرت خجالتی بود. او به اندازهٔ پدرش سخت‌گیر نبود. اگرچه مخالفتی هم با نظم و انضباط در زندگی نداشت. او معمولاً لباس معمولی می‌پوشید؛ ولی هرگاه لباس نظامی در برمی‌کرد، برخلاف پدرش آن را به انواع مدال‌ها می‌آراست. او به غیر از مواقعی که در تعطیلات یا در سفر بود، اغلب اوقات خود را در دفترش می‌گذراند.

پرخور نبود، در هر وعده کم غذا می‌خورد و میان‌وعده‌ها چیزی نمی‌خورد. چیز بسیاری در بشقاب غذایش باقی نمی‌ماند. به ندرت نوشیدنی الکلی می‌نوشید. به کله‌پاچه (که بیش‌تر در خانهٔ مادرش می‌خورد) علاقه داشت، اما این غذا با معده‌اش سازگاری نداشت. جوجه و ماهی کباب‌شده را می‌پسندید.

آخرین خاطرات شاه، پاسخ به تاریخ، مانند اثری کابوس‌گونه و طولانی مملو از چهره‌های در سایه است که برای خنجر زدن به بیرون آمده‌اند.

محمدرضاشاه نیز مانند پدرش، هم به سیاست انگلیس سخت ظنین بود. او متقاعد شده‌بود که بریتانیا از طریق حزب توده، روحانیون عالی‌رتبه از جمله خمینی و رژیم بعث عراق، علیه او فعالیت می‌نماید. به همین نسبت وی اعتقاد داشت که روس‌ها در جریان ناآرامی‌های دانشجویی ایران دست دارند و شرکت نفتی، سازمان‌های چریکی مسلمان و مارکسیست را در برابر رژیم وی تحریک می‌کند. او همچنین مظنون بود که یک نیروی پنهان، ایالات متحدهٔ آمریکا را تحت کنترل دارد، کندی و هرکس دیگری که در برابر آن قرار گرفت را به قتل می‌رساند.
بر اساس دیدگاه وی، بریتانیا به دلیل علاقه‌مندی به «سرک کشیدن در هر کاری» در ایجاد حزب توده دست داشت. تلاش برای ترور او در سال ۱۳۲۸ توطئه‌ای بود که مشترکاً توسط حزب توده، روحانیون «محافظه‌کار افراطی» و انگلیسی‌ها که دختر باغبان سفارت‌شان دوست‌دختر تروریست بود، و «دوست دارند نخود هر آشی بشوند»، به اجرا درآمد. مصدّق نیز با وجود «ژست مردمی» خود، یک عامل انگلیسی بود و به این دلیل با پست نخست‌وزیری در زمان جنگ جهانی دوم موافقت کرده‌بود که تأیید ارباب خود را گرفته بود.
از نظر شاه، هدف اصلی انگلیسی‌ها از حمله به ایران در سال ۱۳۲۰، رهایی از شر پدرش می‌داند، چون به‌واسطهٔ لغو امتیاز نفتی، خشم آنان برانگیخته شده بود. به باور شاه، انگلیسی‌ها همراه با شرکت‌های نفتی و «روحانیون مرتجع»، عملاً انقلاب اسلامی را به تلافی دفاع او از اوپک و آرمان فلسطینی‌ها طراحی کرده بودند. هم فلسطینی‌ها و هم اسرائیلی‌ها از شنیدن چنین سخنانی شگفت‌زده می‌شدند. شاه به هنگام مرگ مدعی شد که سیا به همراه ام‌آی‌سیکس انقلاب ۱۳۵۷ را طراحی کردند. او لفاظانه می‌پرسد: «چه کسی پول تظاهراتی را داده که شرکت‌کنندگانش زلف سیاه و بلوند داشته‌اند؟ این هیبت به ندرت در ایران دیده می‌شود.» وی مدعی می‌شد که سرنگونی او توسط «ترکیب عجیبی» از نه تنها روحانیون، حزب توده و شرکای نفتی، بلکه توسط رسانه‌های غربی و نیز کابینه‌های کارتر و تاچر صورت گرفت.
شاه همهٔ نیروهای مخالف خود را بازیچهٔ دست نیروهای خارجی می‌دانست. می‌پنداشت که این گروه‌ها، اهرم فشار بر او در مذاکرات مهم نفتی هستند. هنگامی که موج تظاهرات گسترش پیدا کرد، شاه به برخی از رهبران تیم مذاکره‌کننده ایران دستور داد با نمایندگان شرکت‌های نفتی وارد مذاکره شوند و خواسته‌هایشان را برآورده کنند. جدای از این، شاه در ماه‌های پیش از انقلاب بارها بر آن شد تا از خواسته‌های آمریکا و انگلیس آگاه شود. شاه احمد قریشی و همایون صنعتی‌زاده (که به تصورش از معتمدان آمریکا و انگلیس بودند) را به دربار فراخواند و از هر دو پرسشی واحد داشت: «این آمریکایی‌ها از ما چه می‌خواهند؟» شاه گاهی مخالفانش را، مشتی «مارکسیست، تروریست، دیوانه و جانی» می‌خواند؛ ولی وقتی بالاخره در اکتبر ۱۹۷۸ (مهر ۱۳۵۷) با هلیکوپتری فراز تهران گشتی زد و ابعاد تظاهرات را به چشم خود دید، یک‌باره نه تنها دل‌زده که سخت نگران شد. تردیدی نداشت که تنها به تمهید خارجی‌ها چنین تظاهرات گسترده و انسجام‌یافته، سازمان یافته بود. همان شب با سفیران آمریکا و انگلیس دیدار کرد. می‌گفت کشورهای متبوع دو سفیر مسئول وضعیت ایران هستند. به زبانی تلخ و پرطعنه از دو سفیر پرسید: «مگر من با شما چه کرده‌ام؟». می‌گفت خیانت غربی‌ها به او و ایران همانند خیانتی که در کنفرانس یالتا (که منجر به واگذاری اروپای شرقی به شوروی شد) است. در سال ۱۹۷۸ (۱۳۵۷) شاه و بسیاری از مقامات عالی‌رتبهٔ رژیم پهلوی، ارزیابی غلوآمیزی از قدرت آمریکا و انگلیس داشتند. گمان داشتند که این دو کشور می‌توانند همهٔ اتفاقات در ایران و اکثر جهان را نه تنها کنترل، که تنظیم کنند. اگر در یکی از رسانه‌های غرب، به ویژه بی‌بی‌سی، گزارشی در نقد شاه پخش می‌شد، همین یک گزارش کافی بود که شاه و مخالفانش متقاعد شوند که غرب برای ایران نقشه‌ای نو کشیده و شاه دیگر ضربه‌پذیر شده است. کار نگرانی از نقش بی‌بی‌سی در تقویت و ترویج مخالفت با رژیم به جایی رسید که برخی از سران نیروی هوایی به شاه توصیه کردند که شبی با استفاده از جنگنده‌های نیروی هوایی، دکل مخابراتی بی‌بی‌سی را ویران کنند.

### ورزش و سرگرمی

محمدرضا، کاپیتان تیم فوتبال مدرسه توپ را در دست دارد.(فردوست نفر نخست سمت چپ)

در دوران تحصیل و در میان دروس، محمدرضا به ورزش علاقه زیادی داشت. کشتی و سوارکاری ورزش‌های موردعلاقهٔ وی بود. بعدها به فوتبال، چوگان و دوچرخه‌سواری نیز علاقه‌مند شد. سوابق مدرسه له‌روزه، محمدرضا را یک ورزشکار عالی در فوتبال و شنا معرفی می‌کند.
او از جوانی تنیس بازی می‌کرد و این ورزش را تا زمانی که مشکل بینایی پیدا کرد، ادامه داد. همچنین اسکی را در نوجوانی در سوئیس آموخت. در بازگشت به ایران، چوب‌های اسکی را بر دوشش می‌گذاشت و برای اسکی به تپهٔ الهیه در شمال تهران می‌رفت. بعدها او اسکی را در کوه‌های البرز و پیست‌های شمشک و دیزین در نزدیک تهران و همچنین کوه‌های آلپ در نزدیک ویلای خود در سن موریس سوئیس ادامه داد. او همچنین یک سوارکار ماهر بود. در رانندگی و خلبانی، به سرعت علاقه داشت.
از سال‌های آغازین پادشاهی، او برنامه ناهار مردانهٔ جمعه‌ها را برقرار کرد. دوستانی مانند محمد خاتمی به این میهمانی‌ها دعوت می‌شدند و به بازی‌های ورزشی مانند والیبال می‌پرداختند. با گذر زمان، پوکر جای ورزش را گرفت. اگرچه گفته می‌شود که این بازی‌ها بر سر پول بود، اما مبلغ قمار و شرط‌بندی، ناچیز بوده است. پس از مدتی، به دلیل پخش شایعه‌هایی، شرط‌بندی متوقف شد و مبلغ قمار در ورق‌بازی نیز به پول جزئی کاهش یافت.

### سیاست در برابر اسلام و روحانیان

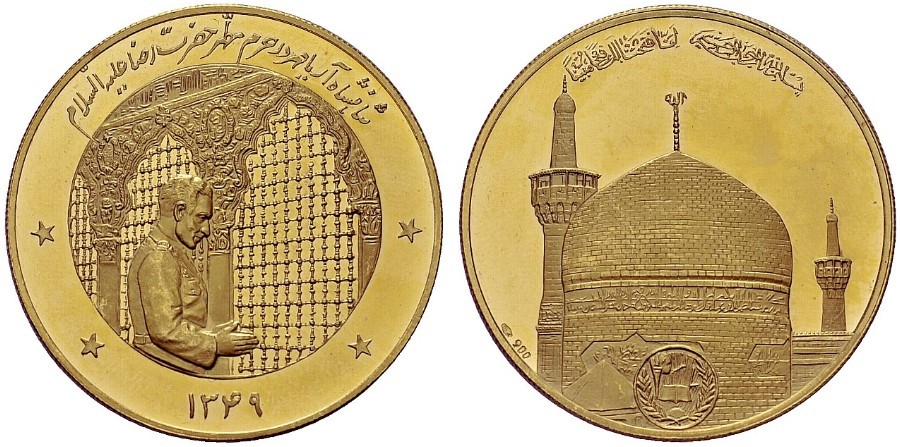
نشان طلای یادبود حضور و زیارت محمدرضا پهلوی در حرم امام رضا

او روش رضاشاه را در قلع و قمع روحانیت شیعه در پیش نگرفت و به آنان (همچون سید حسین طباطبایی بروجردی) احترام می‌گذاشت. اما پس از مرگ بروجردی و مرجعیت روح‌الله خمینی فاصله‌اش با روحانیت شیعه زیاد شد. مخالفت خمینی با اصول انقلاب سفید در سال ۱۳۴۲ سرآغاز این فاصله بود که به قیام ۱۵ خرداد ۱۳۴۲ منجر شد.
محمدرضا پهلوی چند سال پس از رسیدن به سلطنت چنین ادعا کرد که «عقاید اسلامی راه نجات بشریت است». او روحانیت را متحد خود در برابر نفوذ کمونیسم می‌دانست و به توسعهٔ مساجد در کشور کمک کرد به‌طوری‌که تا سال ۱۹۶۰ میلادی تعداد مساجد به ۵۵٬۰۰۰ (و حتی بنابر آمارهای دیگر به ۷۵ هزار) و تعداد حوزه‌ها از ۱۵۴ به ۲۱۴ عدد رسید. این افزایش در نیمهٔ دوم پادشاهی او حتی بیشتر بود. او روحانیان را قلباً طرفدار سلطنت می‌دانست و بارها بیان کرده بود که روحانیان تنها سنگر قابل‌اطمینان در برابر «سکولار» شدن و «کمونیستی» شدن ایران هستند. با شروع سیاست‌های محمدرضا برای مدرن‌سازی ایران، او به درستی دریافته بود که علما مهم‌ترین مانع در سر راه برنامه‌های توسعه او برای پیشرفت کشور ایران هستند؛ ولی او قدرت علما را برای به جنبش درآوردن توده‌ها علیه حاکمی که برچسب «دشمن اسلام» به او خورده بود، دست کم گرفته‌بود.

### دارایی و سرمایه
طبق یک ارزیابی داخلی سفارت بریتانیا در ۷ اوت ۱۹۵۸، دست شاه و اطرافیان او تنها از شاخه‌های اندکی از فعالیت‌های اقتصادی کوتاه مانده بود. این گزارش به علاقهٔ مستقیم محمدرضا به فعالیت‌های بانکی، نشر، تجارت، حمل و نقل، صنعت، هتل، کشاورزی و مسکن‌سازی اشاره می‌کند. طبق این گزارش صد درصد سهام بانک عمران، چهل و نه درصد سهام یک کمپانی جدید برای کارهای آبیاری، قایق‌سازی و تعمیرات در دریای خزر متعلق به شاه بود. این گزارش تخمین می‌زند که شاه صاحب ۱۳ هتل و ۴ هتل دیگر در حال ساخت است و گفته می‌شود که شاه سهام‌دار یک کارخانهٔ کود شیمیایی، یک کارخانهٔ سیمان، یک سیلوی غله و یک کارخانهٔ چغندر قند است. بنابر یک گزارش مشترک سفارت آمریکا و بریتانیا، شاه در این زمان در تجارت فعال می‌بود و کمپانی واردات «ماه» را صاحب می‌بود که در ابتدا به کار واردات از انگلیس می‌پرداخت و در حال حاضر در طرح‌های برق‌رسانی می‌پردازد. همین کمپانی در ساخت یک پل بر روی رود کارون و طرح‌های اکتشافی اورانیوم فعال می‌بود. این گزارش از دخیل بودن شاه در طرح‌های تولید دارو و کنترل او بر سازمان ملی کشتیرانی حکایت می‌کند. تمام ثروت شاه در این زمان ۱۵۷ میلیون دلار برآورد شده بود. چند سال بعد محمدمهدی سمیعی، مشاور مورداعتماد شاه، از یک بانکدار آمریکایی شنیده بود که شاه بیش از ۱۲۰ میلیون دلار در حساب‌های مختلفش دارد. در تاریخ ۴ اکتبر ۱۹۶۱، شاه بنیاد پهلوی را تأسیس نمود و تمام شرکت‌های خود از جمله بانک عمران را وقف این سازمان نمود. به علاوه حدود دو هزار روستا را که از پدرش به او منتقل شده بود، با قیمتی نازل یا به‌رایگان به روستاییان شاغل در آن بخشید.
ثروتی که شاه از خود باقی گذاشت شبکهٔ پیچیده‌ای از شرکت‌ها، بنیادها، حساب‌های بانکی، زمین‌هایی در کوستا دل سول اسپانیا و همچنین شالهای به نام «ویلای سوورتا» برای اسکی در شهر سنت موریتز در کشور سوئیس بود.
قرار بود که طبق خواستهٔ شاه، ثروتش به نسبت زیر تقسیم شود: ۲۰٪ به فرح دیبا، ۲۰٪ به پسر بزرگش رضا، ۱۵٪ به فرحناز، ۱۵٪ به لیلا، ۲۰٪ به علیرضا پسر دیگر شاه، ۸٪ به شهناز و ۲٪ به نوه‌اش مهناز زاهدی. ارزش ثروت تقسیم شدهٔ شاه از ۳۰ میلیارد دلار بر طبق برآورد جمهوری اسلامی ایران تا ۱۲۰ میلیون دلار بر طبق گفتهٔ بعضی وابستگان به خانواده پهلوی متغیر است. عباس میلانی رقمی نزدیک به ۱ میلیارد دلار را نزدیک‌تر به واقعیت می‌داند.

### نامزدی جایزهٔ صلح نوبل
در سال ۱۹۶۴ (۱۳۴۳) شاه ایران نامزد جایزهٔ صلح نوبل شد. بر اساس اطلاعاتی که در تارنمای رسمی بنیاد نوبل قرار گرفت، نام محمدرضا پهلوی، شاه ایران در فهرست سیزده نفره نامزدهای نهایی جایزهٔ صلح نوبل به چشم می‌خورد. شاه به دلیل میانجی‌گری میان هند و پاکستان نامزد این جایزه شد. در میان این سیزده تن، نام‌هایی همچون مارتین لوتر کینگ، رهبر مبارزه با نژادپرستی علیه سیاهان آمریکا و بنیاد حمایت از کودکان سازمان ملل متحد یونیسف قرار دارند. این جایزه نهایتاً به مارتین لوتر کینگ رسید. بر اساس سنت دیرینهٔ این بنیاد، اطلاعات مربوط به نامزدها پنجاه سال پس از نامزدی توسط این بنیاد منتشر می‌شود.

## نشان‌ها، عناوین و افتخارات
محمدرضا پهلوی حاکم بسیاری از عناوین و نشان‌ها در ایران بود و افتخارات و تزیینات گوناگونی از سراسر جهان دریافت کرد. او تا زمان تاج‌گذاری خود در سال ۱۹۶۷ از عنوان اعلی‌حضرت استفاده می‌کرد و پس از رسیدن به سلطنت عنوان اعلی‌حضرت شاهنشاه همایونی را برای خود اختیار کرد. او همچنین القاب تکمیلی دیگری چون بزرگ ارتشتاران و آریامهر (خورشید آریایی‌ها) را دارا بود.
شاه دکترای افتخاری حقوق (L.L.D.) را در سال ۱۹۶۲ از دانشگاه پنسیلوانیا، و در ۱۹۶۸ از دانشگاه هاروارد، و دکترای افتخاری (Doctor of Humane Letters) را در سال ۱۹۶۴ از دانشگاه کالیفرنیا، لس آنجلس دریافت کرد.
در سال ۱۹۶۹، محمدرضا پهلوی یکی از ۷۳ پیام حسن نیت آپولو ۱۱ را برای نخستین فرود تاریخی بر ماه به ناسا فرستاد. این پیام امروزه نیز بر سطح ماه قرار دارد. وی در بخشی از سخنان خود در این پیام بیان کرد: از خداوند متعال خواستاریم که بشریت را به سوی توفیق روزافزون در جهت استقرار فرهنگ، دانش و تمدن بشری هدایت کند. خدمه آپولو ۱۱ طی سفر به تهران در اکتبر ۱۹۶۹ با شاه ملاقات کردند.

### انگلیسی
- Abbasi, Mohammad Jalal; McDonald, Peter (2009). The fertility transition in Iran: revolution and reproduction (به انگلیسی). Meimanat Hosseini-Chavoshi. UK: Springer Science.
- Abdulghani, Jasim M (1984). Iraq & Iran: the years of crisis (به انگلیسی). Sydney: Croom Helm Ltd.
- Abrahamian, Ervand (2000). Iran between two revolutions (به انگلیسی). US: Cambridge University Press. pp. ۵۶۷.
- Abrahamian, Ervand (2013). The Coup (به انگلیسی). US: The New Press. pp. ۲۷۸.
- Abrahamian, Ervand (1993). "The Paranoid Style in Iranian Politics". Khomeinism (به انگلیسی). Berkeley: California University Press. p. ۱۱۱–۱۳۱. Retrieved 4 November 2014.
- Afkhami, Gholam reza (2009). The life and times of the Shah (به انگلیسی). London, England: University of California Press.
- Amir Arjomand, Said (1989). The turban for the crown: the Islamic revolution in Iran (به انگلیسی). NewYork: Oxford University Press.
- Ann Gillespie، Carol (۲۰۰۲). Bahrain. US: Chelsea House Publishers. صص. ۱۱۰. شابک ۰-۷۹۱۰-۶۷۷۹-۳.
- Ashraf, Ahmad (1993). "CONSPIRACY THEORIES". Encyclopædia Iranica (به انگلیسی). Vol. VI. p. ۱۳۸–۱۴۷. Retrieved 23 April 2014.
- Avery, Peter; Bayne Fisher, William (1991). The Cambridge History of Iran (به انگلیسی). Vol. ۷. Gavin Hambly, Charles Melville. UK: Cambridg University.
- Bahgat, Gawdat (۲۰۰۳). American oil diplomacy in the Persian Gulf and the Caspian Sea (به انگلیسی). Florida: The University Press of Florida. pp. ۲۱۳.
- Bamberg, James (2000). British Petroleum and global oil, 1950-1975: the challenge of nationalism (به انگلیسی). UK: Cambridg University Press. pp. ۶۳۹.
- Bayandor, Darioush (۲۰۱۸)، The Shah, the Islamic Revolution and the United States، Springer، شابک ۳۳۱۹۹۶۱۱۹۵
- Bin Salman Al-Saud, Faisal (2003). Iran, Saudi Arabia and the Gulf: power politics in transition 1968-1971 (به انگلیسی). New York: I.B.Tauris & Co.
- Bueno, Bruce (2003). The logic of political survival (به انگلیسی). US: Massachusetts Institute of Technology. pp. ۵۳۹.
- Cottam, Richard W (1988). Iran and the United States: a cold war case study (به انگلیسی). US: University of Pittsburgh Press.
- Daryaee, Touraj (۲۰۱۲). The Oxford Handbook of Iranian History (به انگلیسی). US: The Axford University Press. pp. ۴۱۴.
- Dorman, William A; Farhang, Mansour (1987). The U.S. Press and Iran: Foreign Policy and the Journalism of Deference (به انگلیسی). US: University of California Press. pp. ۲۷۷.
- Elm, Mostafa (1992). Oil, Power, and Principle: Iran's Oil Nationalization and Its Aftermath (به انگلیسی). New York: Cyracuse University Press. pp. ۴۲۱.
- Ende, Werner; Steinbach, Udo (2010). Islam in the World Today: A Handbook of Politics, Religion, Culture, and Society (به انگلیسی). Cornell University Press.
- Esposito, John (1998). Islam and politics (به انگلیسی). Syracuse, N.Y: Syracuse University Press.
- Fallaci, Oriana (1976). Interviews with History and Conversations with Power (به انگلیسی). New York: Liveright Publishing. pp. ۳۷۶.
- Ghani, Cyrus (2000). Iran and the rise of Reza Shah: from Qajar collapse to Pahlavi rule (به انگلیسی). US: Saint Martin's Press. pp. ۴۳۵.
- Herman, Edward (November 17, 2007). "More Nuggets From A Nut House" (به انگلیسی). US: Institute for Social and Cultural Communications. Retrieved 10 January 2023.
- Hoveyda, Fereydoun (2003). The Shah and the Ayatollah: Iranian mythology and Islamic Revolution (به انگلیسی). US: Praeger. pp. ۱۲۶.
- Janda, Kenneth (1980). "Political Parties: A Cross-National Survey" (به انگلیسی). New York: The Free Press. Archived from the original on 4 October 2006. Retrieved 10 January 2023.
- Jones, Howard (2001). Crucible of power: a history of U.S. foreign relations since 1897 (به انگلیسی). Oxford: Scholarly Resources Inc. pp. ۵۵۷.
- Kazemi, F. "ANGLO-PERSIAN OIL COMPANY". Encyclopædia Iranica (به انگلیسی). Retrieved 28 March 2024.
- Keddie, Nikki R. (2006). Modern Iran: Roots and Results of Revolution (به انگلیسی). New Haven & London: Yale University Press. pp. ۴۰۸.
- Klebnikov, Paul (۷ مه ۱۹۹۹). "Where you learn to be a billionaire" (به انگلیسی). Forbes. Archived from the original on 11 July 2007. Retrieved 10 January 2023.
- Klüsener, Edgar (2007). The Iranian Revolution of 1978/1979 and how Western newspapers reported it (به انگلیسی). München: GRIN Verlag.
- Kramer, Martin S (1991). Middle Eastern lives: the practice of biography and self-narrative (به انگلیسی). US: Syracuse University Press. pp. ۱۷۵.
- Latham, Lance (1998). Standard C date/time library: programming the world's calendars and clocks (به انگلیسی). US: R&D Books. pp. ۵۶۳.
- Lehr Wagner، Heather (۲۰۱۰). The Iranian Revolution. New York: Infobase Publishing. صص. ۱۱۲.
- Little, Douglas (2008). American orientalism: the United States and the Middle East since 1945 (به انگلیسی). US: The University of North Carolina Press. pp. ۴۴۱.
- Lorentz, John (2010). The A to Z of Iran (به انگلیسی). Lanham, Md: Scarecrow Press, Inc.
- Majd, Mohammad gholi (2001). Great Britain & Reza Shah: the plunder of Iran, 1921-1941 (به انگلیسی). US: The University Press of Florida. pp. ۴۳۷.
- Majd, Mohammad gholi (2000). Resistance to the Shah: landowners and the ulama in Iran (به انگلیسی). US: The University Press of Florida. pp. ۴۲۱.
- Mayle, Paul (1987). Eureka summit: agreement in principle and the Big Three at Tehran, 1943 (به انگلیسی). US: Associated University Presses - University of Delaware Press. pp. ۲۲۵.
- Mehr، Farhang (۱۹۹۷). A Colonial Legacy: The Dispute over the Islands of Abu Musa, and the Greater and Lesser Tumbs. Maryland: University Press of America. صص. ۲۵۹. شابک ۰-۷۶۱۸-۰۸۷۶-۰.
- Milani، Abbas (۲۰۰۰). The Persian Sphinx: Amir Abbas Hoveyda and the Riddle of the Iranian. London: I.B.Tauris. شابک ۱۸۵۰۴۳۳۲۸۳.
- Milani, Abbas (2008). Eminent Persians: the men and women who made modern Iran, 1941-1979 (به انگلیسی). Vol. ۲. New York: Cyracuse University Press. pp. ۱۲۲۱.
- Milani, Abbas (2011). The Shah (به انگلیسی). New York: Palgrave Macmillan.
- Milani, Abbas (2000). The Persian sphinx: Amir Abbas Hoveyda and the riddle of the Iranian Revolution: a biography (به انگلیسی). London New York: I.B. Tauris.
- Moaveni, Azadeh (۵ ژانویه ۲۰۱۰). "Iran Reacts to Suicide of the Shah's Son" (به انگلیسی). US: Time World. Archived from the original on 23 August 2013. Retrieved 10 January 2023.
- Neubauer, John (1999). Cultural History After Foucault (به انگلیسی). Transaction Publishers.
- Pipes, Daniel (1998). The Hidden Hand: Middle East Fears of Conspiracy (به انگلیسی). New York: St. Martins. pp. ۴۰۵.
- Rahnema, Ali (2000). An Islamic utopian: a political biography of Ali Shari'ati (به انگلیسی). New York: I.B.Tauris & Co. pp. ۴۱۹.
- Rahnema, Saeed; Behdad, Sohrab (1996). Iran after the revolution: crisis of an Islamic state (به انگلیسی). London: I.B.Tauris&Co. pp. ۲۹۳.
- Rajaee, Farhang (2007). Islamism and modernism: the changing discourse in Iran (به انگلیسی). US: University of Texas Press. pp. ۲۷۲.
- Root, Hilton (2008). Alliance curse: how America lost the Third World (به انگلیسی). US: The Brooking Institution. pp. ۲۸۶.
- Sadr, Hamid Reza (2006). Iranian cinema: a political history (به انگلیسی). New York: I.B.Tauris & Co. pp. ۳۱۱.
- Saikal, Amin (2009). The rise and fall of the shah (به انگلیسی). Princeton, New Jersey: Princeton University Press. pp. ۲۷۹.
- Saikal, Amin (2008). "Iranian Foreign Policy, 1921 —۱۹۷۹". :FROM NADIR SHAH TO THE ISLAMIC REPUBLIC - THE CAMBRIDGE HISTORY OF IRAN (به انگلیسی). Vol. ۷. CAMBRIDGE UNIVERSITY PRESS.
- Savory, Roger M. (1993). "MUHAMMAD RIDA (RIZA) SHAH PAHLAWI,". Encyclopaedia of Islam (به انگلیسی). Vol. ۷. Leiden: E. J. Brill. p. ۴۴۶–۴۵۱.
- Schweikart, Larry (2010). Seven events that made America America and proved that the founding fathers were right all along (به انگلیسی). New York: Sentinel.
- Service, Robert (2004). Stalin: a biography (به انگلیسی). UK: Macmillan. pp. ۷۲۳.
- Shawcross, William (1988). The Shah's Last Ride (به انگلیسی). US: Touchstone. pp. ۴۳۲.
- Sreberny, Annabelle; Mohammadi, Ali (1994). Small media, big revolution: communication, culture, and the Iranian revolution (به انگلیسی). US: University of Minnesota. pp. ۲۲۵.
- The Middle East and North Africa, 50. cilt (به انگلیسی). London: Europa Publications Limited. 2004. pp. ۱۳۳۹.
- Tucker, Spencer; Priscilla Mary, Robert (2010). The Encyclopedia of Middle East Wars: The United States in the Persian Gulf, Afghanistan and Iraq Conflicts (به انگلیسی). Vol. ۱. California: ABC-CLIO ,LLC.
- van Dijk, Ruud (2008). Encyclopedia of the Cold War (به انگلیسی). US: Taylor & Francis Group.
- White, Jonathan R (2012). Terrorism and Homeland Security (به انگلیسی). US: Wadsworth Cengage Learning. pp. ۶۵۵.

### فارسی
- کتابخانه پهلوی (۱۳۶۵). گاهنامه پنجاه سال شاهنشاهی پهلوی: فهرست روزبروز وقایع سیاسی، نظامی، اقتصادی و اجتماعی ایران از ۳ اسفند ۱۲۹۹ تا ۳۰ اسفند ۱۳۵۵. پاریس: انتشارات سهیل.
- آبراهامیان، یرواند (۱۳۹۳). کودتا. ترجمهٔ محمدابراهیم فتاحی. تهران: نشر نی. شابک ۹۷۸-۹۶۴-۱۸۵-۳۴۲-۸.
- آبراهامیان، یرواند (۱۳۸۹). تاریخ ایران مدرن. ترجمهٔ محمدابراهیم فتاحی. نشر نی. شابک ۹۷۸-۹۶۴-۱۸۵-۱۲۶-۴.
- اشرف، احمد (۱۳۷۴). «توهم توطئه». گفتگو. تهران. تابستان (۸): ۷ تا ۴۶. دریافت‌شده در ۴ ژوئن ۲۰۱۴.
- حبیب‌الله، ندا (اسفند ۱۳۸۸). «دیوید دراموند، نامزد سلطنت ایران». پرتال جامع علوم انسانی. دریافت‌شده در ۴ بهمن ۱۳۹۰.
- عاقلی، باقر (۱۳۷۰). نخست وزیران ایران از مشیرالدوله تا بختیار. تهران: جاویدان.
- میلانی، عباس (۱۳۹۲). نگاهی به شاه. تورنتو: پرشین سیرکل.
- عظیمی، فخرالدین. بحران دموکراسی در ایران. تهران: نشر البرز ۱۳۷۲
- سفری، محمدعلی. قلم و سیاست. تهران: نشر نامک، ۱۳۷۱

## برای مطالعهٔ بیشتر
- پهلوی، فرح (۲۰۰۴). عشقی پایدار: زندگی من با شاه. شابک ۹۷۸-۱-۴۰۱۳-۵۹۶۱-۴.
- کینزر، استیون (۱۸ ژوئیه ۲۰۰۳). همه مردان شاه. جان وایلی و پسران. شابک ۹۷۸-۰-۴۷۱-۶۷۸۷۸-۶.
- میلانی، عباس (۲۰۱۱). نگاهی به شاه.
- اسکات کوپر، اندرو (۲۰۱۶). سقوط بهشت.
- زونیس، ماروین (۱۹۹۱). شکست شاهانه.
- کاپوشینسکی، ریشارد (۲۰۰۶). شاهنشاه. شابک ۸۳-۰۷-۰۰۷۰۴-۶.